# Историја Републике Српске
Република Српска је настала током распада СФР Југославије, а пред оружани сукоб у СР Босни и Херцеговини. Проглашена је 9. јануара 1992. године као Република српског народа Босне и Херцеговине одлуком Скупштине српског народа у Босни и Херцеговини. У августу 1992. преименована је у Република Српска, а Општим оквирним споразумом за мир у Босни и Херцеговини потписаним 21. новембра 1995. године постала је међународно призната као један од два ентитета Босне и Херцеговине.
Српски народ је од средњег века видео Босну и Херцеговину као једну од својих земаља. Босну и Херцеговину су као српску земљу видели и њени владари и феудалци у средњем веку, као и велике силе у време склапања Санстефанског мира 1878. године и у оквиру савезничких понуда датих за територијално проширење Краљевине Србије 1915. године.

## Праисторија и стари век
На територији данашње Републике Српске постоје археолошки остаци из старијег каменог доба (палеолита) у панонској регији, на северу, и медитеранској, на југу Херцеговине. Панонска регија Српске је предео високих брда и планина, од Просаре и Козаре на западу, преко Љубића и Вучјака до Мајевице на истоку. Преко 200 палеолитских локалитета, углавном отвореног типа, налази се на територији општина Лакташи, Прњавор, Дервента, Добој и Теслић. Трагови древних људи одржали су се у долинама река Врбаса, Босне и Саве. Средином 20. века пронађена су бројна налазишта из старијег каменог доба на Камену код Макљеновца, у близини Добоја. Такође, на локалитету Кулаши код Прњавора је пронађен у виду главе патке или неке друге барске птице. У палеолитским насеобинама по свој прилици живеле су заједнице неандерталаца који су се изгледа најдуже одржали на простору Балкана услед богате фауне и лежишта кремена од кога су израђивали разноврсне алатке.
Културе млађег каменог доба (неолита) развијале су се у долинама река Босне и Неретве у две зоне, панонско-балканској и јадранској. Најпознатија неолитска култура је Бутмирска, која је свој назив добила по локалитету Бутмир код Сарајева. Становало су у полукопаним колибама или кућама четвороугаоне основе са каменим темељима и зидовима од дрвених облица облепљених глином. Припадници бутмирске културе бавили су се сточарством, земљорадњом и израдом керамике у облику лоптастих лонаца, ритона и пехара украшених барботин техником, а касније сликаним орнаментима и урезима. Од печене земље правили су мале антропоморфне фигурине, које су имале значајну улогу у духовном животу припадника ове културе. Оруђе су израђивали на традиционалан начин од кремена и животињских костију. Бутмирска култура је трајала од средине 5. миленијума до краја 4. миленијума п. н. е.
Појава метала доноси нови тип насеља . Око градина се окупљало становништво вишег степена цивилизације, које је своје мртве сахрањивало у тумулама у згрченом положају. Гласиначка култура бронзаног и гвозденог доба, названа по локалитету у близини Сокоца, цветала је у пет раздобља током више од хиљаду година, да би врхунац постигла у 4. веку п. н. е. Када су на источном Средоземљу ратовале хеленистичке монархије, а Римска република загосподарила Апенинским полуострвом, на великим просторима Балканског полуострва још увек је трајала праисторија. Сматра се да је Гласинац био култура илирског племена Аутаријата. Ова култура је обухватала пределе између Романијске висоравни, Неретве, Јадрана и Поморавља. Богата керамиком и другим остацима, гласиначка налазишта постала су позната по гласиначким култним колицима начињеним од бронзе, која многи сматрају симболом балканске преисторије. Припадници гласиначке културе одржавали су трговинске контакте са разним центрима у области Медитерана, о чему сведоче археолошки налази бронзаних посуда из Италије, као и удаљенијих крајева Европе, попут Прибалтика, одакле потиче ћилибар за израду накита.
Области данашње Републике Српске у време антике биле су донекле изван најважнијих путева. Становништво пространих крајева, који ће тек у позном средњем веку постати познати као Босна, није било културно нити етнички јединствено. О њему се на основу писања хеленистичких извора из 4. и 3. века п. н. е. и римских извора, из времена након што је победом у Самнитским ратовима 290. године п. н. е. римска држава изашла на Јадранско море, зна веома мало. Верује се да су становници унутрашњости Балканског полуострва названи Илирима инерцијом трговаца који су овим крајевима ретко путовали, античких писаца, као и римских власти које су целокупно становништво називали по племенима која су живела уз границе хеленског света, односно Римске републике. Илири класичног доба настали су дуготрајним стапањем две културе, на мањем простору од оног који су у време римске владавине насељавали Илири, и, нарочито, од оног чије су становништво Римљани сматрали Илирима.
Први илирски племенски савез настао је почетком 4. века п. н. е. и обухватао је приобални појас између река Неретве и Војуше. Верује се да су овој заједници припадали Даорси, који су насељавали област око данашњег Стоца и Херцеговини. Антички писци наводе да је на простору данашње Босне и Херцеговине живело дванаест од шеснаест „илирских” племена која су насељавала историјску област Далмацију. Историја илирског племенског савеза је оскудна и посредна. Извесно је да су поједини владари, какав је био Монуније из Дирахиона (Драч) ковали новац већ око 280. године п. н. е. Познато је петнаест илирских владара, који су сврстани у старију и млађу групу. „Млађа” илирска држава дошла је у сукоб са Римом 231 — 230 године п. н. е., у раздобљу између Првог и Другог пунског рата. Римљани су их, да би спречили илирско гусарење, поразили и претворили њихову државу у трибутарну државу републике. Рат Рима са Ханибалом омогућио је Илирима да се поново осамостале, али су до 167. године п. н. е., после још два илирска рат, тешко поражени, након чега заједно са Македонијом и илирска држава нестаје.

### Римски период
Римска република је прикључила илирске области, поделивши их у три дела, дајући свакој другачији статус. Након потчињавања илирских области у приморју из крајева задинарја, Ливањског, Дувањског и Гламочког поља, на приморје врше притисак Делмати. Ово илирско племе ушло је тако средином 2. века п. н. е. у рат са Римљанима. Био је то тежак рат, који је 155. године п. н. е. завршио поразом Делмата. Конзул Публије Корнелије Сципион Назика прославио је тријумф након рата у Риму. Две деценије касније Римљани су победили у другом делматском рату, а богати плен је употребљен за финансирање градње познатог Касторовог храма у Риму. До Августовог времена вођена су још три делматска и један илирски рат. Верује се да је Илирик постао римска провинција крајем 2. века п. н. е. Трећи делматски рат је вођен после смрти римског диктатора Суле. На простору данашње јужне Далмације генерацијама су ратовале римске војсковође, међу којима и Јулије Цезар. Он је у у областима приморја и залеђа Балкана боравио у два наврата, пре и за време грађанског рата. Делмати и остали Илири стали су на страну Цезаровог противника Помпеја. После Цезарове смрти, 44 године п. н. е. Делмати су успели да поразе римске трупе, заробе њихова знамења и освоје Салону. Тек у време Другог тријумвирата Октавијан и Марко Антоније су у побуњене области на чело трупа послали чувеног говорника и песника Азинија Полиона. Салона је поново освојена, а делматске земље опустошене. Војсковођа је од плена саградио велику јавну библиотеку у Риму.
Извори не говоре изричито о времену када су области данашње Републике Српске укључене у римску државу. Старији историчари су веровали да су да су ови крајеви коначно покорени тек у време цара Тиберија (14 — 37 године), док се у новије време ослањају на најдетаљнији извор из тога времена, Апијана Александријског, закључујући да су ове земље присаједињене Риму још у доба римског императора Октавијана Августа. Изгледа да су се племена која су насељавала области данашње Српске добровољно предавала. Јулије Цезар је 49. године п. н. е. у време када је постао неприкосновени владар Рима, наводно тврдио да би сву моћ и војску заменио „за Илирик и једну легију”. Октавијан Август је коначно поразио племена у залеђу Јадранског мора у рату који је трајао од 35. до 33. године п. н. е. Он је и сам био рањен у рату са Делматима, али су они коначно безусловно капитулирали, предали 700 талаца и вратили заробљене ознаке римских јединица из претходних ратова. После велике борбе, потчињене су области до реке Саве.

„Кривица је на вама, ви сте вашим стадима за чуваре слали вукове, а не псе или пастире.“

Батон будућем римском цару Тиберију о узроцима устанка
Иако покорене ове земље о чијим народима се мало знало и мало писало у антици, остале су немирне. У почетку Илирик је био сенатска провинција, да би касније припао Августу. Две деценије касније бунтовна племена поново су у стању побуне. Племена Илирика нису подносила стеге државе, узимање младића у војску за ратовање против Маробода, краља Маркомана, наплаћивање данка. Подстакли су 6. године велики устанак у Илирику. Светоније, биограф римских царева, оценио је да је овај устанак за Римљане био најтежи сукоб после пунских ратова. Устанак је почео негде у долинама реке Босне или Врбаса, а на челу устанка је био Батон из племена Деситијата. Устаници су опсели Сирмијум и Салону, али победа је изостала, а Батон је претрпео тежак пораз. Током наредних година, после римске победе, вероватно код реке Босне, устанак се свео на данашње источне крајеве Републике Српске. После дуге борбе устаници су били поражени, Батон се предао Тиберију, будућем римском императору. Тако је коначно умирен Илирик и укључен у Римско царство, а област је подељена у две провинције. Током наредне деценије изграђено је пет значајних путева. Римска граница је избила коначно на велике реке на северу, где је око 70. године подигнут лимес. Област коју данас обухвата Република Српска престала је да буде погранична. Почела је романизација илирске аристократије и становништва ових земаља.
Римска држава је своје најважније градске центре имала на обалама Средоземља. Области данашње Републике Српске налазиле су се у унутрашњости простране римске провинције Далмације и на југу Паноније. На плочама са натписима које су данас узидане у звоник сплитске катедрале стоји да су почетком 1. века, за време владавине цара Тиберија и конзула Публија Корнелија Долабеле, римски војници изградили пет друмова који су ишли у унутрашњост Далмације и спајали приморје са Панонијом. Пет Долабелиних комуникација повезали су Салону као средиште Далмације и caput viarum, односно далматинско приморје са панонском Посавином и Подрињем. Ради се о путевима ad fines provinciae Illyrici (Salona—Servitium), viam Gabinianam (Salona—Andetrium), ad Hedum castellum Ditionum (Salona—Argentaria), ad Bathinum и ad linum montem Ditionum Ulcirum. Важан друм спајао је Салону са Сервицијумом (данашња Градишка). Овај правац је ишао преко Еквума (Читлук, Обровац), Салвије (Гламочко поље) до Кастре (Бањалука). Правац другог пута је ишао нешто западније, трећи је спајао Салону са рудом богатом Аргентаријом (данашња Сребреница) и ишао је преко Акве (данашња Илиџа). Четврти и пети су пут повезивали су периферије провинције. Према рачуници градитеља, изграђено је 550 km римских путева.
У време римске владавине у областима данашње Републике Српске није било великих градова. Залеђе значајних урбаних центара у приморју постало је важно када је започела експлоатација руда у унутрашњости. Сребро је експлоатисано на простору данашње Сребренице, бакар на Купрешкој висоравни, со је вађена у области Тузле, гвожђе у Варешу а олово у Олову. Сервицијум и Аргентарија били су важни привредни и саобраћајни центри. Поред њих важни су и Салде (на месту Брчког) и Домавија (Градина код Сребренице). Важна је и комуникација Аквијела—Емона—Сисција—Сирмијум—Сингидунум, која је у већој мери пратила десну обалу Саве спајајући путеве између далматинске обале и Паноније. Овај пут је значајним делом пролазио простором данашње Републике Српске (од ушћа реке Уне у Саву, преко Градишке, до Србаца на ушћу Врбаса у Саву) и спајао је најважнији трговински центар северне Италије, Аквилеју, са Панонијом, посредно и Далмацијом. Настављајући даље према истоку, пут још једном прелази на територију данашње Српске код станице Дринус флумен (Рача, Прекајци) и наставља даље према Сирмијуму (Сремска Митровица) ка територији Горње Мезије и Сингидунуму (Београд). Провинција Далмације је стотинама година била поштеђена од варварских упада и ратова. Подељена је приликом поделе царства 395. године, и њен већи део нашао се у Западном римском царству. Почетком 5. века у овим крајевима је почело да се шири хришћанство. Пронађени су остаци двадесет хришћанских богомоља, између осталих и у близини Скелана. Негде на простору данашње Босне и Херцеговине налазио се и град Стридон, у коме је рођен хришћански мислилац и преводилац Светог писма на латински Свети Јероним. Најстарија позната епископија налазила се у граду Бистуе Нова (данашњи Витез).
Авари и Словени су 614. године заузели Салону, а тридесет година раније Авари су освојили велике градове на северу, Сингидунум и Сирмијум. Са Аварима су стигли и Словени, који долазе на простор данашње Републике Српске тридесетих година 7. века.

## Прве српске државе
Рану средњовековну Србију чиниле су, према Константину Порфирогениту, Рашка и Босна, док су у приморским кнежевинама Травунији, Захумљу, Паганији и Дукљи живели Срби. У Летопису попа Дукљанина, у спису насталом три века касније, и свакако мање поузданом од Порфирогенитовог, стоји и „Србију, пак, која се зове Загорје, поделио је на две покрајине, од којих се једна до велике реке Дрине простире према западу до планине Борова (Pins montis), њу назва и Босном, а друга обухвата простор од речене реке Дрине према истоку до (Lupie) до Скадарског језера, њу назива Рашком”. Познато је свега неколико градова ране Србије, и то углавном само по називу. Њени владари припадали су једној династији, а власт је дељена међу браћом. Властимира су наследили синови, на челу са Мутимиром, а извори потврђују власт овог кнеза и над Босном. Кнез Мутимир одржавао је преписку са папом Јованом Осмим. Властимиров син Стројимир био је вероватни власник једног од данас сачуваног златног печата, најстаријег археолошког остатка везаног за најранију српску државу.
Приликом једног похода бугарске војске, коју је предводио син и наследник бугарског кнеза Бориса, Владимир, српски кнежеви, на челу са Мутимиром, успели су да поразе нападаче и заробе њиховог војсковођу и са њиме дванаест великих бољара. Ослобођење Владимира на граници код града Раса, и поклони који су кнежеви заузврат добили, рано су сведочанство о границама, обичајима и односима овог доба. Седамдесетих година 9. века српска племена су примила хришћанство. По досељавању, црквена организација је успостављена из приморских градова, под јурисдикцијом Рима, али тек у годинама после Моравске мисије и бурног преласка Бугара у хришћанство, постепено је успостављено хришћанство и у Србији. Владарска генерација рођена почетком седамдесетих година је већ носила хришћанска имена. Крајем века Србија се налазила између два велика ривала који су се надметали за власт над полуострвом. Бугарска је после христијанизације из времена кнеза Бориса, под владавином његовог наследника Симеона, остварила низ победа над Византијом. У борби за власт Мутимир је предао своју браћу бугарском владару. Један од његових синоваца, Петар Гојниковић, пребегао је у суседну Хрватску. Две деценије пошто је Мутимир умро 891. или 892. године, трајао је сукоб између његових наследника и потомака његове браће. Једини који је међу њима дуже владао је Петар Гојниковић (892—917), који је проширио своју власт и на Паганију. Јачање Србије под влашћу Петра Гојниковића довело је до супарништва са Захумљем. Подстакнут интригама захумског кнеза Михаила Вишевића, бугарски цар Симеон напао је Србију, збацио је и заробио њеног владара, али није трајно учврстио свој утицај у Србији. На српском трону сменила су се двојица владара, који су се временом окретали Византији. Када је после једног пораза 924. године, коначно покорио Србију, цар Симеон се одлучио да на власт не доведе свог штићеника Часлава Клонимировића. У ропство су, поред младог претендента, одведени и окупљени српски жупани а земља је привремено припојена Бугарској. Бугарски цар Симеон је умро само три године касније 927. године, а Часлав је одмах по промени на бугарском престолу пребегао у Србију, где је успоставио власт уз помоћ византијског цара. Кнез Часлав, савременик византијских царева Романа Првог Анкапина и Константина Седмог Порфирогенита, владао је током скоро четврт века. Иако су се источна и јужна граница Србије умириле током владавине Часлава, са севера су започели велики упади Мађара. Управо у последњој деценији 9. века ово ратничко племе се доселило у Панонску низију. Њихов продор на запад зауставио је 955. године на реци Лехцар, цар Светог римског немачког царства Отон Први. Приликом једног упада Мађара око 950. године, кнез Часлав је заробљен и убијен у области реке Дрине.
Велики ратови Византијског царства који су уследили на Дунаву м у средњем Банату и на Блиском истоку наредних деценија, учинили су да у историјским изворима наредних година утихну вести из средишњих делова Србије. Није познато да ли је Часлављевом погибијом сместа нестала династија Властимировића. Током следећих 150 година у средишту збивања наћи ће се Приморје.

### Босна
Средњовековна Босна развила се као део првобитне српске државе у областима око извора и доњег тока реке Босне. Константин Порфирогенит је назива земљица, због чињенице да је ова малена територија, која је уз Рашку била саставни део Србије, окружена њеном територијом. Тек после Часлављеве смрти, средином 10. века, Босна се, као и Рашка, Травунија, Захумље и Паганија, издвојила из састава до тада јединствене Србије. Ипак у касније време, када су приморске области стицале мању или већу самосталност или се надметале за првенство, Босна је била чврсто повезана са остатком Србије, њеним будућим седиштем, Рашком. Дукљански краљ Бодин је крајем 11. века на чело Рашке и Босне поставио двојицу браће, Вукана и Стефана. Стефан је први познати владар Босне.

### Захумље
Захумље је било једна од области које су у средњем веку биле сматране за српске. Простирало се углавном у област данашње источне Херцеговине, обухватало је приморје од залеђа Дубровника до Стонског Рта и обе обале долине Неретве у горњем току. Константин Порфирогенит је написао како су у Захумљу живели Срби. Захумски кнез, Михаило Вишевић, према истом извору, био је пореклом од словенског рода са Висле. У сачуваним записима Првог сплитског сабора из 925. године стоји да је Михаило Вишевић, кнез Захумља, био владар Срба. Иако је повремено било самостално и у сукобу са суседним српским владарима, Захумље је у више извора споменуто као српска земља и временом је постало део средњовековне српске државе. Стефан Немања је владао Захумљем, сматрајући ову област, заједно са Хумом и Травунијом, својом дједовином. Растко Немањић је пре замонашења владао Хумом. У цркви Светог Михаила у Стону, која је припадала Захумљу, он је као први српски архиепископ Сава сместио седиште једне од епископија. Тек тридесетих година 14. века ова област је пришла Босни, да би почетком 15. века стекла самосталност, негујући српске државне традиције.
Превласт Угарске на Балкану почетком 12. века утицала је и на српске земље. У то време угарски краљ је за владара Босне поставио Борића, претпоставља се феудалца из Славоније. Борић је владао земљом као бан од 1154. до 1163. године. Многи византијски писци тога доба називају Србе Далмати. Бана Борића у византијским изворима називају егзархом далматске земље Босне. Бан Борић, заједно са војском из Босне, је учествовао у ратовима против Византије. Заједно са угарском војском и одредима рашког жупана Вукана, учествовао је у освајању Браничева. Савезници су победили византијску војску цара Манојла, која је покушала да пређе Саву. Ипак промене у Угарској, и ступање на престо Стефана Четвртог, наклоњеног Византији, довеле су до промена снага, а Византија је до 1167. године успела да успостави превласт и у Босни.

## Средњовековна Босна
Наредни владар Босне је био Кулин, чије је име вековима остало у народној успомени. О његовим раним годинама мало се зна, извесно је да је у време доласка Андроника Првог Комнина, на византијски престо, заједно са угарском и рашком војском, и он повео своје одреде у област Београда и Браничева, одакле су царске трупе убрзо биле потиснуте. У време владавине Кулина, појава јеретичких заједница крстјана у Босни довела је до међународног заплета. У науци и даље није извесно да ли је била реч о следбеницима савремених богумила, православне секте, која се проширила из Бугарске у Србију, где их је прогонио Стефан Немања, или је реч о патаренима, јеретицима који су тих година из Италије прелазили у Далмацију. Постоје теорије и да су босански крстјани били само православна заједница која је, изолована током година, ушла у јерес. У прилог овој тврдњи говори чињеница да је Кулин бан, у складу са православним традицијама, оставио ћирилични запис код ктиторске фреске. У својој канцеларији Кулин је држао православне писаре, а један од њих, извесни Десивоје, уписао је у повељу Дубровчанима име светитеља светог Јована Крститеља, чиме је датовао документ. Ово јасно показује припадност ортодоксном учењу цркве. У основи учења дуалистичке јереси било је уверење да Бог није једини творац свега на свету. До 12. века у католичкој цркви област Босне је, када је реч о црквеној јурисдикцији, поистовећивана са Србијом. Како се Рашка развијала у одвојену државу, у време успостављења њене самосталне цркве Босна је била под јурисдикцијом католичког дубровачког надбискупа. Овакве хришћанске заједнице осуђивале су богатство цркве и њему сложену хијерархију. На челу Босанске цркве стајао је дјед, а великодостојници су носили титулу гости. Католичка црква је настојала крстјане да представи као јеретике сличне западноевропским катарима. Вукан Немањић, у то време краљ Дукље, писао је папи Иноћентију Трећем 1199. године, о распрострањеној јереси у Босни, оптужујући бана Кулина и његову породицу да су прихватили њено учење. Наводно је десет хиљада Кулинових поданика приступило јеретичкој цркви. Папа је тражио од угарског краља Емерика, Кулиновог сизерена, да провери прилике у Босни. Кулин се у писму папи бранио да је црква у његовој земљи правоверна, тврдећи да је за дошљаке са запада, који су преко далматинских градова стигли у Босну, веровао да су исправни хришћани. Упркос уверавањима власти, у наредним деценијама из Угарске су покретани истински крсташки походи како би у Босни били сузбијени јеретици, али и православна црква, коју су у Риму и Будиму сматрали, не само за отпадничку већ и расколничку. Кулин је 1189. године, негде у време када је то учинио и Стефан Немања, издао Дубровачкој републици повељу о трговини. Реч је о једном од најстаријих докумената писаних на ћириличном писму. Кулинов наследник Стефан, дошао је у велики сукоб са папом због раширене јереси, коју је већ било немогуће крити. Извештај легата папе Хонорија Трећег Аконцијуса довео је до папског позива за крсташки рат против босанских богумила и патарена. Пошто угарски краљ није био у прилици да поведе овај рат, папа се обратио надбискупу Калоче, под чију је јурисдикцију тада стављена област Босне, Усоре и Соли. Ускоро је бан Стефан збачен, а на власт је доведен Матеј Нинослав. Долазак новог бана на власт довео је до погоршања односа са Рашком, која је имала блиске односе са Кулиновом династијом. Угарска и папа захтевали су од новог бана да сузбије јеретичку цркву. Већ 1234. године, две године после доласка Стефана Матеја Нинослава на власт, из Угарске је покренут велики крсташки поход. Папство је том походу дало велики значај, једнак савременим настојањима да се покрене Пети крсташки рат. До 1240. године Матеј Нинослав се одржао у земљи коју су заузели крсташи, а онда је побегао у Дубровник. У Босни су започели прогони месних хришћана. Најезда Монгола омогућила је Матеју Нинославу да се врати у своју земљу. Склопио је споразум са Дубровником, дарујући му повластице у трговини, а касније је прихватио и савез ради одбране града од рашких владара.
Наследник Матеја Нинослава, Пријезда Први, владао је неко време за његовог прогонства. Наследио га је 1250. године. Нови бан је, такође, лутао између католицизма и богумилства. Годинама се борио против босанске цркве, а као савезник Угарске, стекао је власт над Захумљем, које су његови сизерени отели Рашкој. Пријезда Први је владао дуго, све до 1287. године када је натеран да се повуче због старости. Године 1290. на престо је ступио Стефан Први Котроманић. Котроманићи ће бити на челу босанске државе готово две стотине година. Нови бан се оженио Јелисаветом, ћерком Драгутина Немањића, српског краља који је у то време управљао областима Срема, Усоре и Соли. Тим браком се повезао са српском и угарском династијом. Крајем 13. века у Угарској је дошло до рата око престола. Стефан је подржао Андрију Млечића, међутим, пошто је коначно превладао његов млади противник Карло Роберт, Стефан Први Котроманић је морао да подели судбину поражених. Нови владар је подржао претензије породице Шубић, па је до 1302. године Младен Први Шубић успео да заузме највећи део Босне. Стефан Први Котроманић је умро 1314. године, не успевши да поврати власт над Босном.
Власт Шубића над Босном није била чврста, ускоро је Младен Други Шубић морао да се окрене својим старим поседима, па је после пораза у рату са Србијом одлучио да прихвати Стефановог сина Стефана Другог Котроманића, за свог вазала у Босни. Пораз Шубића у сукобу са угарским племством, пад Младена Другог Шубића у ропство, као и победа Стефана Дечанског у рату за наслеђе над Владиславом Другим, сином краља Драгутина, омогућили су Стефану Другом Котроманићу већу самосталност. После бракова са припадницом грофовске немачке породице Ортенберг и ћерком бугарског цара, оженио се Елизабетом, ћерком војводе Казимира Другог из Кујавије. У том периоду, крајем тридесетих година 14. века, држави Стефана Другог припојени су Усора, Соли и неке области Шубића на западу. У рату са Србијом, у савезу са Дубровачком републиком, Стефан је успео да заузме области Крајине и Захумља. Преко земаља које су тада биле под влашћу српског краља, територија Босне је изашла на море. Стефан Други је наишао на огорчен отпор властелинске породице Бранивојевић, која је држала приморје. Бранивојевићи су у том рату били искорењени. Бан Стефан је поражен у бици код Прибојске бање, где га је надјачала војска коју је водио млади краљ Стефан Душан. Тада је једва преживео, пошто му је убијен коњ. Касније је ипак успео да прошири своје земље на југ. У то време значајан део становништва проширене босанске државе чинили су православци, припадници Пећке архиепископије. Стефан Други је преговарао са вођством реда фрањеваца, желео је да увери папу да је Босна одана католицизму. Био је ипак опрезан да не дозволи прогон јеретика и шизматика, будући да је зазирао од уласка у сукоб са Србијом. Србија је током четрдесетих година 14. века била заузета ратовима са Византијом. Зато је бан Стефан успео да 1349. године прошири своју земљу до Конавла и Которског залива. Цар Стефан Душан упао је са великом војском, где је поразио бана и опсео његову ћерку Јелисавету у граду Бобовцу, а самог бана натерао да потражи уточиште у планинама. После неког времена цар Душан је морао да повуче трупе које су продрле до земаља Шубића и супротстави се византијској војсци на другом крају свог царства. Преговори око Хума и брака између Јелисавете и царевог сина Уроша нису успели. Јелисавета се касније удала за угарског краља Лудвига Првог. Стефан Други је умро 1353. године, а наследио га је синовац Твртко.

### Краљевина Босна
Првих година своје владавине Твртко је ратовао као вазал угарског краља Лудвига Првог у Далмацији. Већ 1357. године је дошао у сукоб са Мађарима. Покренуте су две мађарске експедиције на Босну 1363. године, али су завршиле са неуспехом. Твртков каснији покушај да централизује државу изазвао је побуну властеле. Бана је 1366. године свргао његов брат Вук, али се он после краћег изгнанства вратио на престо уз помоћ Угарске. Моћни великаши са југа, некада изгледни обновитељи државног јединства, краљ Вукашин и деспот Угљеша, погинули су у бици на реци Марици. Велики жупан Никола Алтомановић, у чијој су области, која се ширила од Рудника до Јадранског мора, стекле средишње и најстарије српске земље, дошао је у сукоб са својим суседима, босанским баном Твртком Првим, кнезом Лазаром и Дубровачком републиком. После низа сукоба, лишен подршке Угарске, велики жупан је 1373. године поражен и ослепљен. Бан Твртко и кнез Лазар поделили су његове земље. Твртко је дошао у посед манастира Милешеве и Оногошта, четири године касније преотео је Балшићима некада Алтомановићеве жупе у приморју. Пошто је цар Урош умро крајем 1371. године, док се наследник цара Симеона, Јован, замонашио, крвно сродство бана Твртка са Немањићима добило је на политичкој важности. Зато се 1377. године пошавши у српску земљу Твртко крунисао за краља Србљем, Босни, Приморју и Западним странам. Не зна се где је тачно извршено крунисање, али је извесно да је до њега дошло на Митровдан 26. октобра 1377. године. Крунисање је обављено уз дозволу краља Угарске, Твртковог сизерена. Краљевска круна је била круна Немањића, а Твртко и његови наследници додали су владарским именима име Стефан, које су носили Немањићи. Нашао се у савезу са моћним српским великашима који су били малобројнији него раније, али није био њихов владар. Још од победе над Алтомановићем и помирењем са Васељенском патријаршијом 1375. године, ту улогу је стекао кнез Лазар. Као савезник кнеза Лазара, Твртко је имао прилике да се сукоби са Османлијама већ крајем осамдесетих година 14. века. Његове војводе Влатко Вуковић и Радич Санковић су 27. августа 1388. године код Билеће поразили војску коју је предводио Лала Шахин, победник на Марици. У бици на Косову пољу 28. јуна 1389. године учествовали су само великаши и ратници из земаља распалог српског царства и Босне. Босански одред је предводио војвода Влатко Вуковић. Косовска битка је била једина битка у историји Османског царства у којој је погинуо султан. Влатко Вуковић је у овој бици, према традицији на левом крилу предводио босански одред. Након што је османски султан погинуо, верује се да се део српске војске повукао из битке у уверењу да је она завршена српском победом. Краљ Твртко је о победи у бици на Косову писао Трогиранима, а сачувано је писмо и Фирентинаца.
После смрти Твртка Првог, нови краљ Стефан Дабиша (1391 —1395) изгубио је контролу над западним крајевима земље. Властеоска породица Санковића предала је жупу Конавле Дубровачкој републици. Хум је време Тврткове владавине прешао из власти српске државе под власт Босне. Обласни господари постали су моћнији од краља. Област Павла Раденовића простирала се од Дрине и Врхбосне (касније Сарајева) до Конавла. Влатко Вуковић држао је стару српску земљу Хум. Вуковића ће тих година наследити синовац Сандаљ Хранић. Земље између реке Неретве и Цетине држали су Радивојевићи. Хрвоје Вукчић владао је областима између Лашве, Врбаса и планине Динаре. Краљевски домен налазио се у старим босанским земљама. Краљ није био ни најмоћнији међу босанским феудалцима. Крајем 14. века Јелена, жена краља Стефана Дабише, постала је прва краљица у историји Босне и српског народа која је самостално владала. Њена кратка владавина (1395 —1398) није представљало изузетак у односу на немирне владавине каснијих владара.
У областима некадашњег Захумља учврстио се почетком 15. века војвода Сандаљ Хранић. Од краја 14. века Хранић од Дубровника тражи да му исплаћује Српски доходак, древну дажбину за уступљену земљу коју је република плаћала српским, а током неколико претходних деценија босанским владарима. Следећи босански краљ Остоја (1398 — 1404 и 1412 — 1418) учествовао је на страни Сигисмунда Луксембуршког у рату који је у Угарској вођен око престола. Двојица најмоћнијих феудалаца краљевине Хрвоје Вукчић и Сандаљ Хранић, стали су на страну другог претендента. Краљ је коначно морао да напусти Босну 1404. године. Пет година касније, 1409. године као последица развоја догађаја у Угарској, његов наследник Твртко Други је збачен, а на престо је враћен Стефан Остоја. Заједно са деспотом Стефаном Лазаревићем, владарем српске деспотовине, Остоја је 1412. године посетио Будим и свог сизерена, угарског краља. Остоја је 1418. године умро, политички усамљен, омрзнут од сопственог сина и наследника Стефана Остојића. Твртка Другог су на престо до 1421. године вратили Турци. Нови-стари краљ је имао неколико година на располагању да обнови земљу и учврсти се на престолу. Његова настојања да у савезу са Млетачком републиком, и касније Угарском, стекне самосталност према Турцима нису уродили плодом. Османлије су против њега подржале Радивоја, незаконитог сина краља Остоје. У дуготрајном рату који је трајао средином тридесетих година 15. века тек је улазак угарске војске и запоседање западних крајева Босне довело је до победе Твртка Другог. Радивоја су савезници Турци, Сандаљ Хранић и деспот Ђурађ напустили иако је заузео средиште краљевске власти, град Бобовац. До краја Тврткове владавине држава је била подељена између слабог краља, великаша који су му били одани и моћног Стефана Вукчића. Покушај да промени однос снага у време кризе османске власти на Балкану и судбоносне битке код Варне из 1444. године донео је Твртку Другом само пораз. Немоћни краљ је своју подељену државу понудио Млетачкој републици, али узалуд. Умро је исте године, а наследио га је Стефан Томаш. Томаша је изабрала босанска властела. Стефан Вукчић је, насупрот краљу, подржавао Радивоја. Краљеве трупе су поразиле Вукчића код Хума. Богати рударски град Сребреницу нови краљ је отео српској деспотовини, која је недавно била завладала њоме. Ускоро су деспот Ђурађ Бранковић и војвода Стефан Вукчић у савезу заратили са краљем Стефаном Томашем. После многих година узалудног ратовања, краљ и војвода су се измирили династичким браком, краљ Стефан Томаш је оженио Катарину, ћерку војводе Стефана Вукчића. У сукобу са босанским краљем Стефан Вукчић Косача прихватио је да постане вазал напуљског краља Алфонса Петог Арагонског. Ипак, дуготрајни и бесплодни ратови феудалне анархије која је раздирала Босну довели су на крају, мада прекасно за успешну одбрану од Турака, до склапања мира. Стефан Вукчић Косача је почео 1448. године да се потписује као херцег Хума и Приморја, да би од следеће године његова титула гласила херцег од Светог Саве. Простране области којима је херцег Стефан владао шириле су се од Пријепоља и манастира Милешеве, где су се налазиле мошти Светог Саве, на исток, до старих граница државе Немањића Омиша, али и Гламоча на запад. Култ Светог Саве био је један од симбола државности коју је баштинила и босанска краљевина.
Тежак положај у коме су се после битке код Варне нашле преостале хришћанске земље јужно од Саве и Дунава за кратко је променила неуспешна опсада Београда 1456. године, и пораз који је претрпео султан Мехмед Други. Стефану Томашу није успело да постане предводник једног крсташког похода. Папа Каликст је прогласио Скендербега за хришћанског капетана. Ратовање босанског краља са деспотовином, чији је деспот Лазар Бранковић умро 1458. године, завршило се, после привремених успеха још једним упадом Османлија у Босну. Ускоро је босански краљ успоставио мир са Турцима, деспотом и херцегом. Још један династички брак склопљен је када се краљев син Стефан Томашевић оженио ћерком деспота Лазара. Последњи босански краљ из лозе Котроманића је био и последњи српски деспот. Раздирани унутрашњим сукобима, остаци деспотовине пали су под турску власт када је велика војска, на челу са султаном, после краће опсаде, натерала Смедерево на предају. Стефан Томашевић и његова супруга су успели 1459. године да изађу из Смедерева и пређу у Босну. Две године после пада Смедерева, Стефан Томашевић је постао девети краљ Босне. Наставио је политику свог оца и уз пашино посредовање покушао је да учврсти положај своје државе. Измирио се са Косачама, у споразуму са крбавским кнежевима и угарским краљем, обезбедио је сигурност државе на другим странама у предстојећем рату са Турцима. Пошто је престао да плаћа данак Порти, босански владар остао је сам пред огромном османском војском која је продрла у његову државу. Велика османска војска под заповедништвом султана Мехмеда Другог, упала је у Босну и са успехом освојила њене источне крајеве, пао је и град Бобовац где је раније чувана краљевска круна. Стефан Томашевић се склонио у град Кључ, где је неко време био под опсадом Махмуд-паше Анђеловића, да би се коначно јула 1463. године предао, уз обећање да ће му бити поштеђен живот. Султан Мехмед Други је касније наредио да буде погубљен, када је убијен и велики део босанске властеле.
Херцеговина пада под турску власт нешто касније, 1482. године. У ово доба, северни делови територије данашње Републике Српске били су под управом Угарске, а на овим подручјима постојале су Сребреничка и Јајачка бановина. У 16. веку ће и ове територије доћи под турску власт.

## Турска и хабзбуршка управа

### Турска управна подела и исламизација
У време османске власти, територија данашње Републике Српске била је део Босанског пашалука, који је био подељен на санџаке. Од санџака би било значајно поменути Босански, Херцеговачки и Зворнички санџак, који су најдуже постојали, а основани су пре Босанског пашалука. Током турске владавине, велики број Срба је прихватио исламску веру. Један од најпознатијих исламизованих Срба био је велики турски везир Мехмед-паша Соколовић, пореклом из Босне, чијом је заслугом обновљен рад Пећке патријаршије 1557. године. Други члан породице Соколовић, Ферхат-паша, постао је 1580. године први паша или гувернер Босне. Турска власт на овим територијама је трајала све до 1878. године.

### Први српски устанак и Херцеговачки пашалук
Током Првог српског устанка источни делови данашње Републике Српске повремено су улазили у састав Карађорђеве Србије.
Године 1833. основан је Херцеговачки пашалук, посебна турска покрајина потпуно одвојена од Босанског пашалука.

### Херцеговачки устанак и аустроугарска власт
Године 1875. године букнуо је устанак у Херцеговини против турске власти.
После 1878. године, територија Босне и Херцеговине, односно данашње Републике Српске, долази под управу Аустроугарске. Крај турске владавине Срби су дочекали као најбројнија етничка заједница Босне и Херцеговине. Према попису становништва из 1879. године у Босни и Херцеговини је било: Срба (43%), Муслимани (39%), Хрвата (18%). За време Аустроугарске управе постојао је Бањалучки округ као административна територијална јединица.
- Пећка патријаршија (16—17. век)
- Карта на којој се види Хабзбуршка северна Босна (1718—1739)
- Србија 1809. године

## Југословенска држава

### Период Краљевине Југославије
После слома Аустроугарске, 1918. године, територија данашње Републике Српске постаје део Краљевине Срба, Хрвата и Словенаца. Између 1918. и 1922. године, постојао је Бањалучки округ као административна територијална јединица Краљевства Срба, Хрвата и Словенаца. Између 1922. и 1929. године, постојала је Врбаска област, којом се управљало из Бање Луке, да би 1929. године била формирана Врбаска бановина као покрајина Краљевине Југославије, чији је главни град била Бања Лука. Национални састав становништва Врбаске бановине био је следећи: Срби (58%), Муслимани (24%), Хрвати (17%). Поред Врбаске бановине, која је обухватала западне делове данашње Републике Српске, постојале су и Дринска и Зетска бановина, које су обухватале источне делове данашње Републике Српске. И у овим бановинама је српско становништво било већинско. Формирањем Бановине Хрватске 1939. године, мањи северни део данашње Републике Српске је укључен у ову бановину. Тада су изнети и предлози за формирање нове Бановине Србије, у коју би ушао и највећи део данашње Републике Српске, али они никада нису реализовани.
- Бановине у Краљевини Југославији (1929—1941)
- мапа Врбаске бановине (1929—1941)
- мапа Врбаске бановине 1931. године
- мапа Врбаске бановине 1939. године
- Пројекат Бановине Србије уочи Другог светског рата

### Други светски рат
После пропасти Краљевине Југославије 1941. године, територију данашње Републике Српске су окупирали немачки, италијански и хрватски фашисти. Врбаска бановина је укинута, а територија данашње Републике Српске прикључена такозваној Независној Држави Хрватској. Окупатори су починили бројне злочине над српским становништвом, а посебно много Срба је страдало у злогласном логору Јасеновац. Тадашњи председник квислиншке владе окупиране Србије, Милан Недић, је 1943. године предложио проширење граница Србије, које би обухватиле и највећи део данашње Републике Српске, али овај предлог није прихваћен од стране Нацистичке Немачке.
- Подручја данашње Републике Српске на којима су усташе починиле геноцид над Србима у току Другог светског рата
- Концентрациони логори на подручју данашње Републике Српске у Другом светском рату
- Пројекат проширене Србије Милана Недића из 1943. године

### Социјалистичка Југославија
После Другог светског рата, 1945. године, територија данашње Републике Српске постаје део Социјалистичке Републике Босне и Херцеговине, једне од шест република Социјалистичке Федеративне Републике Југославије. Срби су све до 1971. године представљали најбројнију етничку групу у Босни и Херцеговини. Према попису становништва из 1961. године, Срби су чинили 43% становништва и имали су у власништву око 64% територије ове републике. Од 1971. године, најбројнија етничка заједница у Босни и Херцеговини су Муслимани (Бошњаци).

## Стварање Републике Српске
Српски народ је до шездесетих година 20. века чинио релативну већину становништва историјских области Босне и Херцеговине. Све до ослобођења Босне и Херцеговине и њеног укључења у Краљевину СХС, и првих вишестраначких избора са општим правом гласа 1920. године, није било говора о демократском дефинисању народне суверености. Да би сачувало старе привилегије, упркос реформама у Османском царству, муслиманско феудално племство у БиХ је настојало да стекне одређену самосталност у односу на централну власт у Истанбулу. Аустроугарска је стварањем босанске нације покушавала да спречи хомогенизацију народа у БиХ у борби за демократска, национална, верска и културна права. Насупрот томе, српски национални покрет је следећи концепт националног уједињења, који је по узору на западноевропске земље прихватила Кнежевина а касније Краљевина Србија, тежио стварању уједињене српске и југословенске државе. Сви концепти аутономија или унутрашњих самосталности Босне и Херцеговине, подразумевали су очување српског идентитета и националне равнотеже у оквиру области. Тако је Санстефанским мировним уговором предвиђено било да на челу аутономне Босне и Херцеговине буду двојица православаца, један мухамеданац и један католик. Статус формалне аутономије успостављен током последњих година аустроугарске владавине подразумевао је обесправљивање и недемократско представљање српског народа. Касније, у превратничким временима, крајем 1918. и у време стварања ЗАВНОБИХ-а, српски политичари налазили су се на челу установа које су дефинисале суверенитет БиХ, по правилу чинили су већину у њима и у оба случаја Босна и Херцеговина је укључена у југословенску државу. Први пут, крајем Првог светског рата, противно вољи српског народа, а одлуком његове елите, Босна и Херцеговина, за разлику од Баната, Бачке и Барање и Краљевине Црне Горе, није непосредно прикључена Краљевини Србији. Други пут, упркос извесним тежњама, Босна и Херцеговина није прикључена НР Србији као аутономна покрајина, већ је добила државност, али без сувереног народа и „бакље у грбу” Федеративне Народне Републике Југославије. Она је тада постала унитарна верзија социјалистичке Југославије, са три конститутивна народа и строгим правилима одржавања националне равнотеже. Временом, захваљујући политици комунистичког режима која је тежила учвршћивању и ширењу државности република и умањивању овлашћења југословенске федерације, као и процесу одласка Срба и Хрвата из Босне и Херцеговине и неинтегрисаности српског народа у Југославији, као и негативног става режима према наводном српском великодржању изграђеног на искуствима матрице преузете из Совјетског Савеза и његовог односа према Русији, нестало је претежног присуства српских политичара у републичким установама. Потиснуте су српске традиције и удео у идентитету Босне и Херцеговине. Комунистички режим је стао иза пројекта муслиманске нације, који је подржаван силом државне власти. Тако је српски народ после 1971. године коначно престао да буде најбројнији у Босни и Херцеговини. Устав СР Босне и Херцеговине се донекле разликовао од устава осталих република, јер је, поред заштите равноправности конститутивних народа, предвиђао отцепљења општина СР Босне и Херцеговине. После првих вишестраначких избора новембра 1990. године, дошло је до извесних уставних промена. Свесна крхкости републике и лабилности њених граница, комунистичка власт је укинула до тада важећу могућност отцепљења општина и прикључења суседним републикама.
Од вишестраначких избора и стварања вишестраначке владе СР БиХ у јануару 1991. политички представници Муслимана (СДА) и Хрвата (ХДЗ) у БиХ започели су процес одвајања СР Босне и Херцеговине од Југославије. Када су после проглашења независности Словеније и Хрватске политичке вође Муслимана и Хрвата у Скупштини СР Босне и Херцеговине систематски су почели да избегавају Савет за равноправност народа, чиме су прегласавали легитимне представнике Срба. Након што су прегласани 14. октобра 1991, српски представници су се издвојили 24. октобра 1991. у „Скупштину српског народа у Босни и Херцеговини”. Скупштина је имала седиште у Сарајеву, да би се због ратних дејстава из центра града априла 1992. године, преселила у Српско Сарајево, односно приградску општину Пале. Убрзо је ова скупштина позвала српски народ на плебисцит о останку српског народа у дотадашњој југословенској федерацији. Плебисцит је одржан 9. и 10. новембра 1991. године, а на њему је узело учешће око 1.350.000 бирача, од којих се 96,4% изјаснило у прилог самосталне српске државе која може да буде у саставу југословенске државе или Србије. „Скупштина српског народа” је 21. новембра 1991. прокламовала принцип да све општине и месне заједнице у којима је апсолутна већина гласала за останак у СФР Југославији, треба да постану део неке од српских аутономних области. Тако су створене Аутономна Регија Крајина, Српска аутономна област Семберија, Српска аутономна област Романија и Српска аутономна област Херцеговина.
Без обзира на противљење представника Срба, Председништво СР БиХ и влада СР БиХ донели су одлуке да траже признање независности од држава ЕЗ, а министар спољних дела СР БиХ послао је писмо са таквим захтевом Бадентеровој комисији 20.12.1991. Због тога, Скупштина српског народа у БиХ 21.12.1991. донела је одлуку да се почну припреме за стварање „Републике Српске БиХ у саставу савезне државе Југославије.” Почетком 1992 референдум о независности БиХ, уз подршку Немачке и ЕЗ, а противно Уставу СР Босне и Херцеговине, постао је известан. Због тога, на основу референдума одржаног 9. и 10. новембра 1991. и уставне суверености Срба у БиХ, у Сарајеву у хотелу „Холидеј ин”, 9. јануара 1992. посланици Скупштине српског народа у БиХ усвојили су декларацију о стварању „Републике српског народа Босне и Херцеговине”, која „се налази у саставу савезне државе Југославије, као њена федерална јединица”. Следећи важан корак у уобличењу Српске Републике Босне и Херцеговине је проглашење устава нове државе 28. фебруара 1992. Српска Република БиХ је требало да окупи све Србима насељене крајеве у СР Босни и Херцеговини, па и оне крајеве у којима су Срби чинили већину пре 1941. године. Новопроглашена српска држава требало је да остане у саставу СФР Југославије.
Када су нелегитимне муслиманско-хрватске власти спровеле референдум и прогласиле независност, Српска Република Босна и Херцеговина је такође 7. априла 1992. године прогласила самосталност, али и останак у југословенској федерацији, а готово сви посланици Срби у Скупштини СР Босне и Херцеговине придружили су се почетком рата Скупштини српског народа. Двадесет дана касније, Србија и Црна Гора, под притиском САД и ЕУ, прогласиле су Савезну Републику Југославију. Српска Република Босна и Херцеговина није мијењала свој статус до краја рата, али ипак, од отварања Лондонске конференције љета 1992, она је прихватила да њен статус буде разријешен у оквирима политичког ентитета Босне и Херцеговине.
Народна Скупштина Српске Републике Босне и Херцеговине на седници 12. маја 1992. године, прогласила је шест „стратегијских циљева” српског народа у Босни и Херцеговини. Први циљ био је успостављање државне границе за српски народ у Босни и Херцеговини. Други, успостављање територијалног коридора између Семберије и Босанске Крајине. Трећи, успостављање коридора у Подрињу и „укидање Дрине” као границе српских држава. Четврти, успостављање границе државе српског народа у Босни и Херцеговини на Уни (према Српској Крајини или Републици Хрватској) и Неретви према хрватском народу у Босни и Херцеговини. Пети циљ је препоручивао поделу Сарајева на српске, односно муслиманске делове, и успоставу државне власти у њима, и шести циљ налагао је осигурање приступа српске државе Јадранском мору. На истој седници основана је војска која се у то време одвајала од одлазеће Југословенске народне армије. За команданта Другог војног дистрикта, касније начелника Главног штаба Војске Републике Српске, скупштина је именовала генерала Ратка Младића. Народна скупштина је 12. августа 1992. одлучила да нова држава промени име, иако је остала спремност да коначни статус буде решен у некој форми са остала два народа СР Босне и Херцеговине, у Српска Република, да би до краја септембра био званично уведен назив Република Српска. Скупштина Српске је 17. децембра 1992. године уместо трочланог Предсједништва Републике, који су чинили Биљана Плавшић, Никола Кољевић и Радован Караџић, успоставила функцију инокосног председника Републике Српске. За првог председника је изабран Радован Караџић, а за потпредседнике Биљана Плавшић и Никола Кољевић.

### Грађански рат у Босни и Херцеговини
Рат у Босни и Херцеговини је почео марта 1992. године. После вишемесечне кризе, рата у Хрватској и напетости између суседних република, СР Босна и Херцеговина је ишла ка пропасти сигурним кораком. У неколико дана након убиства на Башчаршији, започеле су борбе у разним крајевима Босне и Херцеговине. Крајем марта 1992. у Босански Брод и Посавину су ушле регуларне јединице хрватске војске и извршиле више убистава. Хрватске снаге наставиле су да освајају Посавину заузеле су Дервенту и су продрле до прилаза Добоју. На југу Хрвати из западне Херцеговине уз помоћ војске из Хрватске су освојиле и стратешки важан Купрес почетком априла 1992. године и убили неколико десетина цивила.
У центру Бијељине 31. марта 1992. наоружани [Муслимани сукобили су се са Србима (присталицама Војислава Шешеља) и покушали су ставити град под своју власт, али су их Срби од 1. до 6. априла 1992. победили уз помоћ паравојне јединице Жељка Ражнатовића Аркана. Убрзо српско становништво је преузело власт у стратешки важним градовима на реци Дрини у Зворник 8. априла 1992. и Фочи од 7. до 15. априла 1992.
Државе Европске економске заједнице од 6. априла 1992. одлучиле се да безусловно признају СР Босну и Херцеговину као независну државу, а већ сутрадан 7. априла 1992. и Сједињене Америчке Државе признале су независност Босне и Херцеговине.
У Сарајеву Специјалне јединице Драгана Викића, Зелене беретке и Патриотска лига почињу да врше терор над Србима у већинским муслиманским и хрватским деловима града. Тако су муслиманске трупе Армије БиХ заузеле Пофалиће 16. маја и масакрирале српске цивиле. Да Срби нису били спремни за рат сведочи и чињеница да после убиства на Башчаршији 2. марта 1992. године, већина руководства није била у Сарајеву. У време инсценираног дејства снајпера на демонстранте 6. априла, муслиманске паравојне формације и демонстранти замало нису заробили председника СДС Радована Караџића. Српске снаге су без помоћи тада неутралне ЈНА до 22. априла успеле да одбране Илиџу, и тако је одређено разграничење у граду. Српско Сарајево као одвојени град, конституисано је 30. септембра 1992. године.

Прва фаза рата у Сарајеву је достигла кулминацију у нападима 2. и 3. маја 1992. године на ЈНА. ЈНА се тада повлачила из муслиманских и хрватских крајева, а војници и официри који нису родом из БиХ прелазили су у новоформирану Савезну Републику Југославију. Генерали Милутин Кукањац и Недељко Бошковић споразумели су се око мирног повлачења војника ЈНА из централних градских касарни. На путу у Добровољачкој улици јединице под командом Алијиног председништва БиХ напале су војнике ЈНА. У нападу у Добровољачкој улици муслимански војници су брутално убили 7 лица у ЈНА, а око 200 лица заробили. У целом тзв. случају Добровољачка који обухвата све нападе на ЈНА у Сарајеву 2. и 3. маја 1992. паравојне муслиманске јединице са еполетама АБиХ убиле су укупно 42 војника ЈНА, 71 ранили и 207 заробили. Напад у Добровољачкој улици је извршен по команди члана Председништва Ејупа Ганића, који је, као и обично, замењивао одсутног Алију Изетбеговића. Из опкољене касарне, војнике у конвоју су предводили командант армијске области генерал Кукањац и председник Председништва БиХ Изетбеговић.

„Због суверене Босне ја бих жртвовао мир, а због мира у Босни не бих жртвовао суверену Босну.“

Алија Изетбеговић, 21. децембар 1991. године, 
Изетбеговић је нешто раније слетео на сарајевски аеродром, који је тада био под контролом ЈНА, привремено је задржан, што је допринело екстремизацији Муслимана, али и ионако лошој слици Срба у западним медијима. Са чела пресеченог конвоја, Кукањац се под ватром пробио ка Врацама, а Изетбеговић мирно продужио ка згради Председништва. Иако је повлачење команде ЈНА било договорено посредовањем генерала Мекензија и уз гаранцију УНПРОФОР-а, нико није одговарао за масакр у Добровољачкој улици, а скоро две деценије касније, суд у Лондону је срамотно ослободио Ејупа Ганића, задржаног по потерници Србије.
До краја јуна 1992. године, новостворена Војска Српске Републике Босне и Херцеговине борила се  да повеже српске територије у Босни и Херцеговини. Углавном се радило о борбама за свако општинско средиште или за макар села општинских атара која би обједињена могла да пруже просторну целовитост и заокружене границе настајућој држави. Грађански рат, нарочито током првих месеци, у многим је случајевима постао брутална и нечовечна међунационална борба, у којој су поред добровољаца на свим странама учествовали и поједини криминалци.
Када су у мају 1992. хрватски војници из Посавине са Дервентом и Модричом спојили су се са Армијом БиХ (из Градачца), пресекли су пут који је спајао Србе у Крајини са Србијом. У Бањалуци због немогућности да буде допремљен неопходан кисеоник, умрло је дванаест беба. Због тога Војска Републике Српске операцијом „Коридор” до 26. јуна 1992. ослободила је појас села и отворила пролаз од Добоја и Дервенте, и Брчког до Србије и Савезне Републике Југославије. Борбе за проширење и осигуравање пролаза настављене су, а до 28. јуна 1992. Срби су ослободили Модричу. До 6. октобра 1992. године целокупна област Посавине са Босанским Бродом, осим Орашја, била је под контролом српске војске.
Војска Републике Српске је на почетку рата имала неколико предности, од којих је била најважнија народно јединство. Иако српски народ није био више интегрисан и опредељен почетком демократске транзиције, искуства из претходних ратова, непоштен однос САД и ЕЕЗ и чињеница да је српски народ у Босни и Херцеговини био суочен са бројним препрекама, учинили су да уочи рата целокупна српска политичка сцена у Босни и Херцеговини постане један велики национални покрет. Друга предност је лежала у чињеници да су се Срби у највећој мери идентификовали са југословенском државом, да је генерација родитеља људи средњих година чинила окосницу Народноослободилачке војске и да су као сразмерно сиромашно сеоско становништво чешће бирали војнички позив. Због тога је ЈНА у Босни и Херцеговини, иако је неславно пропала, брзо могла да се трансформише у војску нове републике. Ова војска је имала далеко бројнији и обученији официрски кор од својих противника. ВРС је имала и предност у наоружању, која се односила на тенкове и тешку артиљерију, али су противничке војске ускоро успеле да остваре известан баланс у војној и ватреној моћи, мада је у неким крајевима, попут опкољеног Сарајева и Бихаћке Крајине, разлика у наоружању остала недостижна. Војска Републике Српске је била готово двоструко малобројнија од удружених армија својих противника. Сматра се да није прелазила 80.000 војника, а њени фронтови су се ширили на око 3.000 km. Током трајања рата имала је шест корпуса, Први и Други крајишки, Трећи корпус, Источнобосански корпус, Херцеговачки корпус и Ваздухопловство и противваздушна одбрана. Најважније победе у 1992. години су биле операције „Врбас 92” и „Коридор”. Прво је ВРС под командом генерала Славка Лисице у нападу околних јединица успела да ослободи Купрес. Од јуна до октобра 1992. године, ВРС је у операцији „Врбас 92” успела да окупи сеоска подручја насељена Србима, заузимајући стратешки важно Јајце. Тиме је било заокружено највеће целовито подручје Српске, Босанска Крајина. Да српско вођство стратешки није било спремно за рат, говори и чињеница да су српске земље на истоку и западу Босне и Херцеговине током пуна два месеца грађанског рата биле раздвојене.
Током 1992. вођене су тешке борбе у Подрињу, где су до краја године два општинска средишта и једна енклава (Сребреница, Горажде и Жепа), остали у рукама муслиманских снага. Српске трупе успеле су да до 30. јула 1993. године, заузму стратешки важне планине у околини Сарајева, Игман и Бјелашницу, али под притиском САД, морале су да их предају трупама УН.
Ратовање у Сарајеву донело је тешке патње грађанима и велике војне и политичке заплете. После уклањања првих барикада, и након проглашења независности 6. априла 1992, постепено је устаљен фронт у граду и околини. Нејасна и неодлучна политика ЈНА довела је до тога да српске снаге задрже само мале делове урбаног дела града, успевајући да се учврсте тек у приградским општинама, где су Срби били у изразитој већини. Тако се град са муслиманском већином нашао окружен српским положајима. Српска војска је око града распоредила тешку артиљерију, и ускоро су линије фронта биле учвршћене, а град је био изложен свакодневној узајамној паљби. ВРС је дејствовала по центру града и Старом граду, а АБиХ по Грбавици и Лукавици. САД и ЕУ су 28. јуна 1992. успеле да присиле српску војску да трупама УН преда сарајевски аеродром, тако да је блокада могла да буде и укинута. Муслиманске власти у Сарајеву су касније прокопале тунел испод аеродрома. У току рата погинуло је више хиљада грађана Сарајева, војника и цивила свих националности. Међутим, град је постао симбол страдања муслиманских цивила, иако су српски цивили били двоструке жртве, како због размене артиљеријске ватре између положаја АБиХ и ВРС, тако и због унутрашњег терора паравојске под окриљем власти. Такође, Срби су страдали у приградским општинама Сарајева, Пале и Лукавица, под окриљем ВРС, а од артиљерије из центра града.
Велике силе су пропустиле да успоставе систем заштићених зона и заиста прекину рат, иако су неколико пута имале прилику да то учине. Бошњачки извори (Центар за документацију из Сарајева) наводе 12.000 укупних жртава града. Према српским статистикама, у граду и његовој околини страдало је током рата 6.628 припадника српског народа. Посебан терор проживљавали су Срби који су остали у Сарајеву. Више стотина српских цивила убиле су паравојне јединице сарајевских криминалаца Мушана Топаловића Цаце и Рамиза Делалића Ћеле. Њихове јединице су брутално убијале, пљачкале и силовале током првих ратних година. Жртве су бацане у јаму на Казанима, или спаљиване. Јука Празина, Мушан Топаловић, Рамиз Делалић, Исмет Бајрамовић и други паравојни команданти били су официри АБиХ, за њихове злочине знао је муслимански војни и политички врх, а постоје и фото-сведочанства да их је Алија Изетбеговић примио као хероје одбране Сарајева. Када Топаловића више никако није било могуће контролисати, покушали су да га ухапсе. Убијен је, а са њим је погинуо и већи број припадника муслиманске полиције. По савету из иностранства, муслиманско вођство је одређеном броју ратних злочинаца судило за обична убиства и осудило их на минималне казне затвора, тако спречавајући будућа суђења, пошто је немогуће за исти злочин судити два пута. У српским деловима Сарајева такође је било злочина над цивилима. Један од познатих је био Веселин Влаховић Батко, кога је 2013. суд Босне и Херцеговине осудио на 45 година затвора за убиство тридесет особа, силовања и разна друга недела. Суд Босне и Херцеговине само је симболично кажњавао злочине над Србима, а често је нове и оштрије казне ретроактивно изрицао Србима за злочине које су чинили у време важења старих закона са блажим казнама.

### Сукоб савезника
Већ од борби за Јајце започео је сукоб између ратних савезника, Муслимана и Хрвата. Почело је надметање хрватских и муслиманских снага око контроле над централном Босном и долином Неретве. Хрватска заједница Херцег-Босна проглашена је 18. новембра 1991. године, и то као посебна „политичка, културна, привредна и територијална цјелина”. Већ 8. децембра 1992. године председник ХЗ Херцег-Босне Мате Бобан забранио је прелазак конвоја са оружјем за Армију БиХ код Сарајева. Сукоби међу савезницима почели су још јуна 1992. године. До већих ратних операција дошло је априла 1993. У то време две стране прихватиле су Венс-Овенов мировни план. Према уставу који је тада предложен, у три већинска хрватска кантона биле би сабране све спорне хрватско-муслиманске области. У једном од тренутака рата у коме су српске снаге чврсто држале фронтове, а Српска и Србија биле дубоко и безнадежно изоловане, хрватске и муслиманске трупе започеле су десетомесечни рат на линијама Горњи Вакуф—Фојница—Прозор—Мостар. Посебно огорчене борбе вођене су у Мостару, који је упркос почетним успесима Хрватског вијећа одбране остао подељен град. Снаге Муслиманске АБиХ покушале су да операцијом „Неретва 93” освоје територијални коридор до источног Мостара, који су у окружењу држале снаге ХВО. Стари мост у Мостару срушен је у артиљеријској ватри ХВО 9. новембра 1993. године. Снаге ХВО су у првим нападима заузеле Прозор, али су до краја године трупе АБиХ успеле да протерају хрватске снаге из Травника, општине Вареш и практично загосподариле централном Босном. Хрватска заједница Херцег-Босна успоставила је своју државност 28. августа 1993. године, и од тада је њен назив био Хрватска Република Херцег-Босна. Република Српска и ХР Херцег-Босна су 19. јануара 1994. године у Женеви потписале споразум о успостављању трајног мира и званичних односа. Договорено је успостављање представништва у Мостару и Српском Сарајеву. Крајем фебруара 1994. потписано је примирје у Загребу. Рат је прекинут под притиском САД, које су се активно укључиле у преговоре о миру и уставном уређењу Босне и Херцеговине. Замисао Вашингтона је била да прво успостави споразум између Муслимана и Хрвата и установи њихов заједнички ентитет у оквиру Босне и Херцеговине, како би касније притисак на Републику Српску био већи и делотворнији.
Члан Председништва СР Босне и Херцеговине Фикрет Абдић основао је 27. септембра 1993. године у свом упоришту у Великој Кладуши, на крајњем северозападу Босанске Крајине, Аутономну Покрајину Западну Босну. Иако је Абдић добио највише гласова од свих кандидата за Председништво СР Босне и Херцеговине, он се одрекао места председника у корист Алије Изетбеговића. Касније политички маргинализован, Абдић је био незадовољан политиком коју је водио Алија Изетбеговић. Наклоњен преговорима и компромисима, Абдић није био спреман да безусловно подржава Изетбеговићев програм, који је почетком рата попримао максималистичке тежње стварања унитарне државе уз муслиманску превласт. Ускоро, он се повукао у свој родни крај, Велику Кладушу. Кад су велике силе понудиле Овен-Столтенбергов план стварања трију република у оквирима конфедералне босанско-херцеговачке уније, Абдић је одлучио да издвојену Бихаћку Крајину претвори у посебну покрајину будуће муслиманске републике. Тада је прогласио Аутономну покрајину Западну Босну, коју је пред крај рата уздигао у статус републике. У свом настојању имао је подршку Републике Српске, Србије, али и хрватског председника Туђмана.
Споразум између Муслимана и Хрвата, српско одбијање мировног плана Контакт групе и нове санкције Републици Српској, које је сада успоставила и СР Југославија, подстакли су покретање једне од највећих муслиманских офанзива у рату. За разлику од неуспешних настојања да освоје српске општине на северозападним ободима Сарајева, офанзива под називом „Тигар 94” је била успешна. Пошто су заваране да ће у Бихаћу бити изведен преврат против генерала Атифа Дудаковића, команданта Петог корпуса АБиХ оданог Изетбеговићу, Абдићеве снаге су поражене и целокупна територија под његовом контролом је прегажена. Око 40.000 Муслимана је прогнано на територију Српске Крајине и потом Хрватске. У позну јесен 1994. снаге Петог корпуса АБиХ напале су граничне области Републике Српске у општинама Бихаћ и Босански Петровац. Продор муслиманских снага је био изненадан, чак 45 km у дубину српске територије. Потом су јединице ВРС под командом генерала Манојла Миловановића, успеле да зауставе продор муслиманских трупа, преотму освојену територију и стигну до железничке станице у Бихаћу. Управо угроженост Бихаћке Крајине, најпространије од пет муслиманских изолованих енклава, довела је до интервенције великих сила и започела операцију „Зима 94”, Хрватске војске и Хрватског вијећа одбране на територији Босне и Херцеговине, која ће водити пропасти Републике Српске Крајине и паду јужних општина Босанске Крајине. Током 1994. године у грађански рат у Босни и Херцеговини почео је и да се непосредно укључује НАТО. Почетком фебруара, на сарајевској пијаци Маркале пројектил, који је наводно испаљен са српских положаја, усмртио је велики број цивила, што је био повод да се умешају САД и ЕУ. Следећа четири дана ЕУ је дозволила ваздушне нападе на Републику Српску, постављен је ултиматум да се повуче артиљерија из околине града, чиме је ослабљена одбрана српских делова града. Скупштина ХР Херцег-Босне се декларисала за очување јединствене и независне Босне и херцеговине. Војска Републике Српске се припремала за одбрану. Крајем фебруара 1994. НАТО је оборио четири авиона ВРС због наводног кршења „зоне забрањеног летења”. Уставотворна скупштина Федерације Босне и Херцеговине одржана је 30. марта 1994. Вашингтонски споразум о стварању федерације потписан је 25. априла 1994. године. До јула су престале борбе између хрватских и муслиманских трупа. Споразум између две војске пратио је договор о стављању Мостара под надзор ЕУ. Контакт група је 5. јуна 1994. изашла са планом за устав и разграничење ентитета. Републици Српској је остављено 49% територије Босне и Херцеговине. Народна скупштина Републике Српске одбацила је план на седници одржаној 3. августа 1994, јер њиме није одржан територијални континуитет државе. Дан касније званични Београд је објавио одлуку о прекиду политичких веза са Владом Републике Српске и увео блокаду на Дрини како би САД и ЕУ ублажиле санкције СР Југославији. Сукоб око сигурносне зоне Горажде дао је по први пут у историји НАТО-а повод за напад. Авиони НАТО-а су у споразуму са заштитним снагама УНПРОФОР-а, бомбардовали српски командни положај у близини ратишта. Српске снаге су сместа препознале војнике УНПРОФОР-а као непријатељске, па су заробиле њих 150 како би спречиле даље нападе. Растао је притисак муслиманских и хрватских савезника у САД да се укине ембарго на увоз оружја, а тиме је практично озваничена страна војна интервенција у Босни и Херцеговини. Иако је амерички Сенат донио такву одлуку маја 1994, председник САД Бил Клинтон је одложио њено спровођење, настојећи да је повеже са притиском на српску страну да прихвати план Контакт групе. Почетком августа НАТО авиони су бомбардовали српске положаје у близини Сарајева. Новембра 1994. САД су укинуле поморску контролу која је била уведена да спречи увоз оружја. Авиони НАТО-а бомбардовали су Српско Сарајево крајем септембра 1994, а крајем новембра положаје ВРС. За то време снаге АБиХ и ХВО су 3. новембра освојиле стратешки важан Купрес. У Загребу почетком марта 1995. године створена је заједничка команда Хрватске војске и АБиХ. Офанзива муслиманских трупа на Озрен завршава освајањем Возуће и великих делова ове српске енклаве територијално спојене са Добојем. Прогнано је више од 4.000 Срба.

„Дозволите ми да Вас прекинем, господине председниче, Срби су народ без закона и вере, Срби су народ разбојника и терориста.“

Жак Ширак, председник Француске - Андреасу Папандреуу, премијеру Грчке, јун 1995. године
Уочи одлучујућих догађаја у грађанском рату који су уследили током лета 1995. било је извесно да су постављене основе за будуће устројство Босне и Херцеговине, само је остало још питање унутрашњих граница. Офанзиве муслиманских и хрватских трупа током прве половине 1995. године нису имале успеха. Међутим, тешкоће у односима са Србијом и тешка криза Републике Српске Крајине, наводили су власти Републике Српске да покушају одвојене преговоре са Хрватском и великим силама, док је на другој страни већина политичких елита Републике Српске и Републике Српске Крајине тежила њиховом уједињењу у „Уједињену Републику Српску”. Почетак краја рата означио је напад хрватске војске на Западну Славонију. СР Југославија и Република Српска нису притекле у помоћ овом угроженом делу Крајине. Затим је дошло до нове кризе око заштићених зона, прво бихаћке, а потом сребреничке. Док су јединице ВРС ратовале на Бихаћу, хрватска војска и ХВО су успеле током јула 1995. да освоје стратешки важно Грахово. Главни град Крајине, Книн, тада се нашао окружен са три стране хрватским трупама, које су могле без тешкоћа да га бомбардују. У јулу, после нове кризе, ВРС је заузела заштићене зоне Сребреницу и Жепу. Угроженост Бихаћа постала је један од повода напада хрватске војске, ХВО и Петог корпуса АБиХ на РС Крајину 4. августа 1995. године. Книн је освојен већ сутрадан, а борбе су окончане до 9. августа. Током августа хрватска војска, ХВО и муслиманске трупе су успеле да освоје девет општина Босанске Крајине. После другог масакра на Маркалама, који је наводно 28. августа 1995. извршила српска артиљерија, НАТО је започео војну агресију на Републику Српску. Ваздушни напади су трајали до 14. септембра. Две недеље касније у Њујорку су шефови дипломатија СР Југославије, Републике Хрватске и муслиманско-хрватске Републике Босне и Херцеговине потписали документ о основним принципима будућег мировног споразума. Закључено је привремено примирје, а мировни преговори су одржани у бази Рајт Петерсон у граду Дејтон у Охају.

### Дејтонски мировни споразум
Дејтонски споразум је дошао као последица вишемесечне тајне дипломатије иза које су стајале Сједињене Државе, а коју је подржавала Контакт група. Свеобухватни и потпуни споразум омогућиле су велике промене на фронту, пре свега у пролеће и лето 1995. године. Хрватска војска је освојила већи део територије РС Крајине, Република Српска је средином јула заузела две муслиманске енклаве Сребреницу и Жепу. После војне операције „Олуја”, која је срушила Крајину, Хрватска војска је заједно са Хрватским вијећем одбране и Армијом БиХ успела да заузме значајне области на западу Републике Српске. Бомбардовање НАТО-а претходно је довело до пропасти српског фронта у Босанској Крајини, угрожена је и сама Бањалука. Хрватске трупе освојиле су Грахово, Дрвар, Купрес, Гламоч, Шипово, Мркоњић Град и Кључ, војска муслиманског Петог корпуса заузела је Босанску Крупу, Сански Мост и Босански Петровац. У таквим условима Република Српска није имала много могућности за преговоре. Њена војска је држала мање од 49% територије, колико су велике силе дозвољавале да се нађе у границама српског ентитета, а сам опстанак Српске је доведен у питање. Након заузимања Сребренице и масовног злочина који је уследио, Хашки трибунал је подигао оптужнице против Радована Караџића и генерала Ратка Младића. Муслиманска страна је захтевала да српски народ представља на преговорима Србија, а представницима Републике Српске дозвољено је да буду део делегације СР Југославије. Дејтонски преговори су трајали три недеље. Стране су се споразумеле о сложеном документу који је омогућио успостављање мира, равнотежу војних снага у региону, стварање Босне и Херцеговине као сложене државе два ентитета и три конститутивна народа. Споразум је предвидео Босну и Херцеговину као државну заједницу минималних надлежности, са заједничким представништвом, саветом министара, дводомним парламентом, уставним судом, централном банком, овлашћењима у спољним пословима, спољној трговини и пословима држављанства. Велику већину надлежности задржали су ентитети, који не само да су имали пуну законодавну, судску и извршну власт, право ентитетског и националног вета у централним установама, већ су према уставу задржали и своје војске. Дејтонски споразум садржи Општи оквирни споразум и једанаест анекса. Анекс 4 представља Устав Босне и Херцеговине. У територијалном погледу, Дејтонски споразум је успоставио односе које су желеле САД и ЕУ. Федерацији Босне и Херцеговине обезбеђен је територијални континуитет од Бихаћа до Горажда, са изузетком хрватских енклава Оџака и Орашја које су наслоњене на Републику Хрватску. Републици Српској су, како би досегла 49%, враћени градови Мркоњић и Шипово, као и делови околних етнички чистих српских општина. Муслиманско-хрватској федерацији припало је готово цело Сарајево, са изузетком Лукавице и Пала, такође, прихваћена је арбитража око статуса стратешки важног града Брчког. Арбитражом је коначно 1999. године, у јеку НАТО бомбардовања СР Југославије, одлучено да предратна општина Брчко постане дистрикт, који би био самосталан, али под формалним кондоминијумом два ентитета.

## Република Српска после 1995. године
Дејтонски споразум је са великим разочарењем дочекан међу Србима у Босни и Херцеговини. Већ у завршници рата, НАТО је бомбардовањем из ваздуха разорио командне положаје ВРС на Романији и логистичком подршком хрватско-муслиманској офанзиви на Босанску Крајину значајно смањио територију под српском контролом. Милошевић је у америчкој војној бази Рајт-Петерсон препустио сарајевске рубне општине, које су насељавали Срби и током рата их бранили, као и континуитет територије Републике Српске код Брчког, који је остављен за накнадну арбитражу. Нагађало се како је до губитка око 20% територије дошло због сукоба војног и цивилног руководства, конкретно Караџића и Младића. Такође, препричавало се како је Милошевић у Дејтону, игноришући руководство Републике Српске, уз чашу вискија, Изетбеговићу предао Сарајево да би, наводно, Србију растеретио међународних притисака и себе, раније међународно проглашеног за „главног кривца за рат у Босни”, промовисао у „главног фактора мира на Балкану”.
Насупрот томе, у Сарајеву, Дејтон је слављен као победа. Бошњачка страна, која је само неколико месеци раније била пред капитулацијом, у Дејтону је третирана као равноправни партнер, а по свему судећи била јој је обећана и каснија мирнодопска доминација. Сарајево је после три и по године деблокирано, Срби су у дугим колонама и носећи ковчеге ископаних предака напуштали Илиџу, Вогошћу, Грбавицу, а у њихове куће и станове улазили су Бошњаци. Апеле међународних представника да Срби остану на својим огњиштима уз гаранције безбедности, оспорио је Изетбеговић изјавом за радио БиХ, да ће сви који су носили пушку бити изведени пред војни суд, а то су практично били сви пунолетни мушкарци, јер су били мобилисани.
Временом перцепција Дејтонског споразума постепено се мењала и на српској и на бошњачкој страни. Република Српска, према Дејтонском, односно Париском споразуму, постала је међународно призната конститутивна јединица Босне и Херцеговине. Још Вашингтонским споразумом створена је 1994. године Муслиманско-хрватска федерација, којој се Дејтонским споразумом Република Српска прикључила као засебан међународно-правни субјект, односно други ентитет. Све до тада, без обзира што је било далеко од политичке реалности, Босна и Херцеговина је међународно третирана као јединствена држава на челу са Председништвом и владом у Сарајеву, и Алијом Изетбеговићем као „председником свих Босанаца и Херцеговаца”. Била је то велика промена коју је у почетку српска страна потцењивала, а бошњачка сматрала привременом. Улога високог представника је Анексом 10 била дефинисана само као подстицање, помагање, саветовање у процесу имплементације међународног споразума, и први високи представник, Карл Билт, доследно се држао ограниченог мандата. Према Анексу 4 Дејтонског споразума, који је представљао устав БиХ, председништво је било трочлано, а представници три народа су имали право вета. Веће министара је обухватало свега неколико ресора (инострани послови, спољна трговина, цивилни послови и слично), док су све остале надлежности биле лоциране у ентитетима, укључујући и војску. Све то је Српској давало елементе државности и отварало јој перспективу да се развија као високо аутономна целина у дефакто конфедералном оквиру Босне и Херцеговине. Дејтонски споразум је био готово идентичан Лисабонском споразуму, који су босанскохерцеговачки Срби потписали још пре рата. Међутим, већ годину дана након рата, европски потписници, поготово амерички творци Дејтонског споразума, почели су да говоре о потреби ревизије овог аранжмана који је био верификован на највишем међународном нивоу. Сам главни архитекта овог споразума Ричард Холбрук је, са једне стране хвалио мировни аспект споразума, а са друге, оспоравао његов уставни елемент садржан у Анексу 4, и заговарао „Дејтон 2”, нови споразум који ће обезбедити чвршћу интеграцију Босне и Херцеговине, што је практично представљало атак на равноправност и аутономију ентитета. Истовремено бошњачке власти и зависни медији у Сарајеву су агресивно промовисали тзв. грађански принцип уређења Босне и Херцеговине на рачун националног, што је био слабо камуфлирани национализам већинског народа, или унитаризам, јер је подразумевао избор по систему „један човек - један глас”.
Однос снага међу великим силама, долазак ИФОР-а, међународних снага којима су доминирале јединице Војске САД и чланица НАТО-а, наговестио је будући притисак на државност Републике Српске. Канцеларија високог представника (ОХР), која је временом нарасла у импозантан бирократски апарат, ширила је своје надлежности до мешања у све политичке, економске, правосудне, просветне, информативне и друге области. Високи представник је од почетка био политичар из једне од држава ЕУ и, са једним изузетком, више или мање фаворизовао интересе Бошњака и Хрвата, а његов заменик увек Американац, који је давао тон негативној пристрасности према Србима и Српској. Међународна изолација Србије и СР Југославије и сатанизација Милошевићевог режима, само су додатно отежале положај Републике Српске. Велики број општина у Републици Српској налазио се под санкцијама међународних протектора. Република Српска је била дискриминисана и при подели ургентне међународне хуманитарне помоћи за обнову стамбеног фонда и минималних саобраћајница. Од укупно планираног фонда од пет милијарди долара, за прва три месеца 1996. године на првој донаторској конференцији одржаној одмах после Дејтона, хитно је дозначено 518 милиона, али је комесар ЕУ за спољне послове Ханс ван ден Брук још у децембру 1995. изјавио да Срби не могу да рачунају на та средства док не испоруче своје ратне злочинце. Директор америчке агенције за развој на састанку са европским хуманитарцима рекао је да влада САД има потешкоћа да преда новац у Србију и делове БиХ које контролишу Срби, јер се ради о агресорима. Искључивањем Радована Караџића из јавног живота, а затим и његовим прогоном, најављен је неравноправан однос према учесницима рата, што је значило и приписивање политичке кривице за ратне злочине само српском народу.
Република Српска је дочекала крај рата са великим бројем избеглица и прогнаних. Током љета 1995. године више од стотину хиљада Срба из Републике Српске Крајине и девет окупираних општина Босанске Крајине, трајно се настанило на територији које ће остати у Републици Српској. Такође, Српска је доживела и поратни егзодус неколико десетина хиљада грађана из сарајевских општина које су припале Федерацији Босне и Херцеговине.
Велики проблем је представљао отворени статус града Брчког и коридора који спаја два приближно једнака дела Републике Српске. Територија Федерације БиХ дејтонским разграничењем претворена је у једну целину, која се шири од Кладуше до Горажда, и од Јадрана до Саве. Водило се рачуна да преко српских села буде успостављен довољно широк коридор који двадесетак хиљада становника Горажда спаја са остатком Федерације. На другој страни, Брчко је остављено међународној арбитражи, иако је у Дејтону било одлучено да се арбитражи препусти само питање локалне границе, 1997. и 1999. године одлучивало се и о статусу града.

### Политичка транзиција
На првим послератним изборима одржаним 1996. године, очекивано је победила Српска демократска странка. На изборима за Председништво БиХ победио је Момчило Крајишник, дотадашњи председник Народне скупштине, и током рата по утицају друга политичка личност у Српској. Изетбеговић се поново нашао на челу Председништва, али новим уставом је ову дужност морао да напусти већ после осам месеци и препусти другом. За председника владе Српске изабран је Гојко Кличковић, а Драган Калинић за председника Скупштине. Истовремено, на председничким изборима бивша чланица Председништва СР Босне и Херцеговине и потпредседница Републике Српске, Биљана Плавшић, постала је прва жена председница једне српске државе. Она је убрзо ушла у сукоб са Крајишником и Караџићем, који је и после повлачења са свих државних и партијских дужности, остао веома утицајан. Сукоб је пре свега био на линији формалне и неформалне моћи, али и преласка из ратних у мирнодопске услове. На видело су изашли и антагонизми између источног и западног дела Републике Српске и питање престонице, која је са ратне локације на Палама, мимо устава, пресељена у Бањалуку. Руководство Српске уједињавали су спољни притисци, али је свакодневни политички живот наметао неопходност промена и споразумевања са великим силама. Прва хапшења која су снаге НАТО извршиле у намери да испоруче оптуженика Хашком трибуналу, завршила су се бруталним убиствима.
У пролеће 1997. године Република Српска је ушла у стање политичке кризе. Поделила се републичка полиција, источни део је подржавао Крајишника и већину у СДС-у, а западни Биљану Плавшић. У Бањалуци су избили немири, али је криза разрешена без људских жртава. У сенци кризе и сукоба, као и мешања са стране, континуитет власти обезбедили су скупштина и влада, на челу са Калинићем и Кличковићем.
На ванредним скупштинским изборима 1997. победила је удружена опозиција предвођена Српским народним савезом, странком коју је у међувремену формирала Биљана Плавшић, Социјалистичком партијом РС, коју су водили Драго Илић и Живко Радишић и Странком независних социјалдемократа, коју је годину дана раније основао Милорад Додик. На предлог председнице Плавшић, Скупштина РС је за премијера изабрала Милорада Додика, иако је његова партија тада имала само два посланика. На председничким изборима крајем септембра 1998. године, уз подршку СДС-а, победио је Никола Поплашен, лидер Радикала у Српској, професор Правног факултета у Бањалуци и бивши потпредседник Скупштине РС. Пошто фаворити председника Српске, прво Драган Калинић, а затим и Бране Миљуш, нису обезбедили већину гласова у Скупштини, а кандидат посланичке већине Милорад Додик подршку председника, актуелна влада је наставила да ради у техничком мандату све до наредних избора, односно до формирања нове владе почетком 2001. У међувремену, користећи незаконита „бонска овлашћења”, високи представник Вестендорп је сменио Поплашена, кога је заменио потпредседник Мирко Шаровић. Већ на почетку свог мандата, Додика је сачекала обавеза споразумевања са ЕУ и САД, као и спровођење реформи. Уз политичку подршку великих сила и финансијску помоћ међународних кредитних установа, почела је убрзана обнова привреде, посебно енергетских потенцијала и путева, као и пораст животног стандарда грађана. Међутим, током Додиковог мандата пала је 1999. неповољна пресуда арбитраже за Брчко. Исте године НАТО је бомбардовао СР Југославију. Огорчење прекодринских Срба због међународног насиља у матици и отимања Косова и Метохије, претило је да се ваздушна интервенција прошири и на Српску. Влада је успела да Српску сачува изван директног сукоба са НАТО-ом, али су Вашингтон и Брисел и поред тога кренули у даље редукције ентитетске аутономије. Разарање и изолација Србије и пропадање привреде у матици отежавали су социјално-економске прилике у Републици Српској. Додикова влада је све теже испуњавала финансијске обавезе и суочила се са штрајковима пензионера, просветних радника и других категорија буџетских потрошача. Сукоб у Социјалистичкој партији РС довео је до раскола у странци, мања фракција, на челу са Небојшом Радмановићем, основала је Демократску социјалистичку партију.
На изборима 2000. СДС се враћа на власт. За председника Републике изабран је Мирко Шаровић из СДС-а, а за председника парламента Драган Калинић, председник победничке партије и бивши министар здравља. Ову и седећу владу предводили су премијери из коалиционе Партије демократског прогреса (ПДП), странке основане 1999. Председник странке, Младен Иванић, бивши најмлађи члан Председништва СР Босне и Херцеговине и доцент Економског факултета у Бањалуци, постао је премијер јануара 2001. године, а окосницу владе чинили су министри из СДС-а. Иванићева влада извршила је приватизацију банака, започела темељну пореску реформу и посветила се опорезивању ратних богаташа, а у националном погледу следила је политику СДС-а. Под притиском САД и ЕУ, објавила је први Извјештај о злочину у Сребреници, у којем се негира геноцид над Бошњацима и прихвата процјена о мањем броју жртава од оног који наводе Бошњаци и њихови покровитељи.
Следећи општи избори одржани 5. октобра 2002. године, донели су поново победу коалиције СДС - ПДП, уз подршку мањих странака. За председника Српске изабран је Драган Чавић, потпредседник СДС-а, а лидер странке Драган Калинић је задржао место председника скупштине. Мирко Шаровић је изабран за српског члана Председништва БиХ, у коме је испред Бошњака био Сулејман Тихић из СДА, а испред Хрвата Драган Човић из ХДЗ-а. Влада Драгана Микеревића из ПДП-а изабрана је 17. јануара 2003. године.

### Високи представници
Током наредне три године уследили су највећи међународни притисци на државност и аутономију Републике Српске. Смењен је чак и декан Правног факултета у Бијељини Радомир Лукић. Влада Драгана Микеревића из ПДП-а, а затим и Пере Букејловића из СДС-а, која је на власт дошла средином фебруара 2005. године, настојале су да се одупру овим притисцима. Због неуспеха у томе, опао им је рејтинг у бирачком телу, а самим тим је умањен рејтинг њихових странака. Већ у мандату Карлоса Вестендорпа међународна подршка примени Дејтонског споразума прерасла је у дефакто протекторат. Томе је посебно допринио трећи по реду високи представник Волфганг Петрич, који је „бонска овлашћења” почео да користи као главни аргумент свога деловања. Доносио је одлуке уместо и против воље демократских установа уколико „не могу или не желе саме да их донесу” и смењивао политичаре за које би лично проценио да крше Дејтонски споразум. Пошто над њим није било ефективне контроле, то је значило онога кога пожели. „Бонска овлашћења” је високом представнику омогућио Савет за спровођење мира, у ком су представнике имале велике силе. Истовремено је започео процес „стабилизације и придруживања” Европској унији. Процес интеграција комплексних институционалних структура у Босни и Херцеговини и несагласности ентитета олакшали су високим представницима да спроводе своју политику. У јануару 2000. успостављена је Државна гранична служба, касније Гранична полиција Босне и Херцеговине, иако су према изворном Дејтонском споразуму границе контролисале ентитетске полиције. Закон о полицији прво је прогласио високи представник, а тек касније је „легално” усвојен у Парламентарној скупштини Босне и Херцеговине. Уставни суд, у коме Бошњаци и представници УН имају шест гласова, у односу на четири гласа Срба и Хрвата, надгласавањем је јула 2000. године донео одлуку о конститутивности сва три народа на целој територији БиХ. Тако је омогућено стварање Већа народа на ентитетском нивоу, чиме је успорен рад демократских установа Републике Српске. Пошто је установио граничну полицију, Петрич је новембра 2000. инсталирао Суд Босне и Херцеговине, а априла 2001. наметнуо је и решења државне заставе, грба и химне (без текста), што је касније само потврдила Парламентарна скупштина. Следећих година високи представник је ентитетима најпре ограничио, а затим и укинуо располагање оружаним снагама. Пошто су војске ентитета уставна категорија, извршен је притисак на парламенте, који су их коначно укинули 2006. године. Петрич је свој мандат завршио сетом наметнутих одлука које је издиктирао на сарајевском аеродрому, приликом одласка из Босне и Херцеговине. 

„Када је било потребно сломити отпор Срба у БиХ, ја сам написао писмо свом пријатељу Крису Патену (европском комесару за спољне послове) у коме сам га замолио да каже да је то европски захтев и да то тражи ЕУ. Мој пријатељ Крис, који ионако није имао појма о томе, написао је да је то европски захтев и тако сам ја разбио Србе и Републику Српску.“

Педи Ешдаун
Његов насљедник, Педи Ешдаун, је одмах по доласку прогласио Закон о судском и тужилачком већу. Следеће године је наметнуо кривични закон БиХ. Током 2004. основао је Управу за индиректно опорезивање, захваљујући којој је Босна и Херцеговина добила изворне приходе, а ентитети су ускраћени за значајан део средстава. Ешдаун је 29. јуна 2004. године сменио 59 функционера, чланова СДС-а, међу којима је био Драган Калинић, председник Народне скупштине Републике Српске у више наврата и дугогодишњи лидер СДС-а. Током љета је успостављен целодневни централни телевизијски програм БХТ 1, који је преузео половину укупне телевизијске претплате, иако није привукао пажњу становника Републике Српске. Док је одлучивао о свим кључним аспектима политичког, економског, културног и друштвеног живота, Ешдаун је, као и његови претходници и наследници, оптуживао политичаре за лоше стање у Босни и Херцеговини.
Међународни представници су сменили двојицу председника Републике Српске, Радована Караџића и Николу Поплашена, док су Мирка Шаровића, као члана Председништва БиХ, приморали да 2003. године поднесе оставку. Приближно 200 републичких, војних и страначких функционера и директора јавних предузећа смењено је и често подвргавано државном терору блокирањем личних банковних рачуна и одузимањем путних исправа. Многи су правду потражили и задовољење добили на суду у Стразбуру. Бошњачки политичари, нарочито Харис Силајџић, нападали су Републику Српску као „геноцидну творевину”, а Србе као „злочиначки народ”. У сарајевским медијима, поготово у политичким недељницима Слободна Босна и Дани, Република Српска је називана „република шумска” и „блентитет”, а све са циљем даље ревизије Анекса 4 Дејтонског споразума. Верујући да је позиција Српске и Срба заштићена Дејтонским споразумом, а касније и по инерцији, структуре власти и медији у Бањалуци дуго нису званично реаговали на спољне и унутрашње оркестриране притиске.
Одласком лорда Ешдауна, за Републику Српску завршено је најтеже раздобље у деловању Канцеларије високог представника. Од тада су са различитих страна долазили захтеви за укидање Канцеларије, од Срба, Хрвата и из Русије, која је после „наранџасте револуције” у Украјини 2004. године заузела другачији курс у својој балканској политици, али и из Европске уније, која није могла да прихвати да држава са којом преговара о прикључењу није демократска.

### Промена власти
Привредни и политички успон Републике Српске започео је после избора одржаних 1. октобра 2006. године. Као резултат кадровског освежавања на домаћој сцени и промене односа снага у свету, успостављена је стабилна политичка већина, која се одлучно супротставила променама дејтонског устава, и није била подложна притисцима којима су биле изложене раније владе. Иако је наставила путем европских интеграција и пристала на ступање Босне и Херцеговине у Партнерство за мир, нова влада је прекинула предају надлежности. Процес укидања полиције Републике Српске и централизације правосуђа Босне и Херцеговине енергично је заустављен, чиме су дугорочно обесхрабрене друге сличне иницијативе високог представника. Највеће заслуге за преокрет припале су Милораду Додику, лидеру парламентарне већине, који је после шест година поново постао премијер. Захваљујући споразуму странака власти и опозиције, Републике Српска је блокирала покушаје нарушавања своје самосталности. Осим уочи избора, највеће српске странке СНСД и СДС биле су јединствене у наступу у заједничким органима у Сарајеву поводом кључних националних и државних питања. Маја 2009. године, на основу закључака о ефектима преношења надлежности са Републике Српске на Босну и Херцеговину, влада Милорада Додика је захтевала повратак већине од 68 надлежности које су одузете мимо демократске процедуре. Реакција високог представника је била веома оштра, а Додик је означен као „политичар који хоће да поништи све ефекте постдејтонског процеса”, а његов политички манир да према саговорницима из САД и ЕУ, као и онима из Федерације, наступа директно и отворено и оштро реагује на неосноване критике, био окарактерисан као недопустив. „Додикова реторика”, како су је пејоративно називали званичници у Бриселу и Вашингтону, код народа у Републици Српској наилазила је на велико одобравање. У међувремену, после смрти председника Српске Милана Јелића из СНСД-а, септембра 2007. на ванредним изборима за председника Срспке изабран је председник Академије наука и умјетности Републике Српске Рајко Кузмановић, као нестраначка личност подржан од стране СНСД-а.
На изборима одржаним 2010. године у Републици Српској победио је СНСД, а Милорад Додик је изабран за председника. Небојша Радмановић је изабран за српског представника у Председништву БиХ, а на чело владе у Српској је дошао Александар Џомбић. На нову владу је и даље вршен притисак из ЕУ везан за реформе правосуђа, а високи представник Валентин Инцко је преко својих редовних извештаја Савету безбедности УН драматизовао проблем на највишем нивоу. Криза је претила да доведе до међународне интервенције и смене руководства Републике Српске. Маја 2011. године, комесар ЕУ за безбедност и спољну политику, Кетрин Ештон, допутовала је у Бањалуку, гдје је током разговора са Додиком постигнут компромис о покретању „структурисаног дијалога” о правосуђу између ЕУ И Босне и Херцеговине, чиме је ултимативна и недемократска реформа правосуђа заустављена. У немогућности да Републици Српској наметну унитаризацију, структуре наклоњене Бошњацима у ЕУ и САД настојале су да изазову немире по моделу „обојених револуција” покренутих по свету. Насиље које је требало да уличним нередима уведе јединствени матични број грађана на читавој територији Босне и Херцеговине и потом успостави јединствену полицију, није успело захваљујући чврстини владе у Бањалуци и српских политичара у заједничким органима, које је инструментализована маса држала опкољене у згради Парламентарне скупштине БиХ у Сарајеву. Двоје деце је умрло зато што им кантоналне власти нису издале пасоше како би отишли на лечење у иностранство, а за ту своју суровост оптужиле су српску страну. Широм Федерације БиХ су фебруара 2014. године избили социјални немири, које су европски политичари, попут Педија Ешдауна и Дорис Пак, најављивали годину дана раније. Немири су захватили крајеве у којима углавном живе Бошњаци у Федерацији БиХ, паљене су владине зграде, захтевана је борба против корупције, као и реформа устава, али покушаји да се немири прошире и на Српску нису уродили плодом. Истовремено, бошњачки политичари, интелектуалци и новинари, наставили су са још предратном и ратном праксом да наступају као да је Босна и Херцеговина само или пре свега бошњачка земља, а да су Бошњаци, како су често говорили „темељни народ” и да су, наводно, једино Бошњаци бранили Босну и Херцеговину, док су Срби и Хрвати били „агресори” на сопствену земљу. Доследно својој унитаристичкој политици, Бошњаци свој новокомпоновани језик нису називали „бошњачки”, у природној коресподенцији са својим националним именом, него „босански”, са очигледном претензијом да га, поред српског и хрватског наметну као језик којим говоре сви у Босни, иако га ни они сами нису користили у свакодневном говору.
Власти Републике Српске успеле су да стекну значајну подршку у иностранству, пре свега у Руској Федерацији. Турска је најпре преко министра Давутоглуа, а после и премијера Ердогана и нешто мање председника Гула, кренула у дипломатску офанзиву на БиХ, фокусирајући се на Бошњаке. Емоционалним изјавама о заједничкој прошлости будили су носталгију за „пустим турским”, промовисали њихове актуелне унитаристичке аспирације, и потпуно занемаривали друга два конститутивна народа у БиХ. Давутоглуово програмско спољнополитичко дело Стратешка дубина, иако још није било преведено на српски језик, у Републици Српској је захваљујући исламологу Дарку Танасковићу, већ било прочитано као неоосманизам. Република Српска је развила мрежу иностраних представништва у Београду, Бриселу, Москви, Вашингтону, Јерусалиму, Штутгарту, Бечу и Солуну, са амбицијом да је и даље шири.
На изборима одржаним октобра 2014. године СНСД и њени стари савезници ДНС и СПРС, добили су већину у Народној скупштини Републике Српске. СДС, на челу са Младеном Босићем, постигла је знатно бољи резултат него на изборима 2006. и 2010. године. Кандидат удружене опозиције, Младен Иванић из ПДП-а, изабран је за члана Председништва БиХ, а из редова опозиције именовани су и чланови Већа министара БиХ. На изборима потврђена власт суочила се са старим, али и новим изазовима. Неповољној економској, глобалној и регионалној ситуацији која се директно рефлектује на Српску, придружиле су се и све већа политичка, светска и европска нестабилност. Грађански рат у Украјини, који је довео до обнове „хладног рата”, изазвао је вишеструке и унакрсне притиске на Српску. Непријатељство Запада према Русији ескалирало је у неповерење и према њеним православно-словенским пријатељима, попут Срба у Српској. Изградња руског гасовода Јужни ток, чији огранак је требало да уђе у Републику Српску и обезбеди јој дугорочну енергетску стабилност, бројне плинске електране, велике грађевинске послове и нова радна места, обустављен је под индиректним притиском САД.

### Сребренички покушај убиства премијера Србије 2015.
На двадесетогодишњицу злочина у Сребреници и Дејтонског мировног споразума, бошњачки политичари су кренули са лобирањем у САД и ЕУ да се дефинитивно дискредитује Република Српска као „геноцидна творевина” и откочи процес њеног систематског развлашћивања, који је Додик зауставио у свом другом премијерском мандату. Као резултат тих активности, Велика Британија је припремила резолуцију о геноциду у Сребреници која колективно осуђује српски народ, али је, на молбу Српске и Србије, Русија на заседању Савета безбедности УН од 7. јула ветом блокирала резолуцију. Вероватно је управо то био повод инцидента 11. јула 2015. године на комеморацији у Поточарима. У присуству бројних међународних, западних и бошњачких званичника, тадашњег премијера Србије, Александра Вучића, су од линча заштитили само његови телохранитељи и припадници специјалне полиције Републике Српске у цивилу, иако је одржавање реда током комеморације било под надлежношћу Дирекције за координацију полицијских тела БиХ. Починиоци нису никада ухапшени и процесуирани, иако постоји видео запис о целом току напада, а на снимку су препознатљиви ликови учесника.

### Сукоб два нивоа власти
Крајем 2015. и почетком 2016. Република Српска се суочила са озбиљном унутрашњом политичком кризом. После завршених избора 2014. године Савез за промјене је уз једног посланика СДА из Републике Српске формирао власт са СДА и ХДЗ-ом на нивоу БиХ, док је СНСД са својим партнерима формирао власт у Републици Српској. Почело је полемиком да ли власт у Српској има примат над својим представницима у заједничким органима БиХ, или могу да делују независно од Бањалуке. Када је Денис Звиздић, тадашњи бошњачки мандатар, током излагања програма будућег Савета министара БиХ пред Парламентарном скупштином БиХ фебруара 2015. године, најавио нови циклус преноса надлежности са ентитета на БиХ, посланици Савеза за промјене (већином из СДС-а, затим ПДП-а и један из СДА из РС) нису реаговали, него су чак гласали за предложени експозе, власт у Бањалуци их је оптужила за издају. Дошло је до српско-српског сукоба између два нивоа власти. Када је 15. јула 2015. већина посланика у Народној скупштини Републике Српске изгласала одлуку о заказивању референдума о раду суда и тужилаштва БиХ и високих представника, опозиција је остала суздржана. Објашњење је било да се ради о сувишном заоштравању са комшијама и међународном заједницом само зато да би власт на челу са Додиком, избегла да одговара пред судом за криминал и корупцију. Током октобра 2015. председник Републике Српске је више пута позивао на договор о питањима од општег интереса, али се они нису појавили у Палати Републике. Узајамне оптужбе за „криминал”, односно „издају” запретиле су да компромитују читаву политичку елиту Српске, те почетком новембра довеле патријарха Иринеја и чланове Синода Српске православне цркве у Бијељину. На заједничком састанку са лидерима власти и опозиције апеловали су на минимум међусобног поштовања у политичком надметању ради очувања јединства народа у Републици Српској. Када је крајем 2015. Додик због уздржаних гласова опозиције и на сугестију премијера Србије, поново одложио референдум о правосуђу, стигла је одлука Уставног суда БиХ по апелацији Бакира Изетбеговића, где је Српској наложено да преиспита датум Дана Републике и прилагоди га ставу представника несрпског становништва. Ова бошњачка провокација, коју је пресудно подржала тројка иностраних судија, насупрот по два српска и хрватска гласа, преко ноћи је ујединила све српске политичаре, укључујући и оне из матице. Одлучили су да уколико се у року од 120 дана не донесе Закон о Уставном суду БиХ, којим би се искључиле иностране судије и пракса прегласавања, распише референдум о датуму Дана Републике. Политичаре у Српској је повезала и реакција на провокативан говор турског министра Ахмета Давутоглуа на отварању Ферхат-пашине џамије у Бањалуци 7. маја 2016. године, која је током грађанског рата 1992-1995. порушена, а средствима града и републике обновљена.

„Имате 78 милиона пријатеља у Турској, који су са вама у свакој ситуацији да вас подрже. Када овде некоме потече крв из носа, код нас крене крв из жиле куцавице... Турска је овде увек била, ево нас сада ту и биће вечно.“

Ахмет Давутоглу, 7. мај 2016. године
На крају говора обратио се рахметли Алији Изетбеговићу заветом да ће БиХ бити јединствена. У знак протеста, председник Републике Српске је одустао од најављеног говора.
После краћег затишја, медијски рат власти и опозиције је настављен. До кулминације је дошло када је Савез за промјене 14. маја 2016. заказао масован протест у Бањалуци тражећи ванредне изборе, а коалиција СНСД-ДНС-СПРС одговорила најавом свог митинга истога дана у исто време, такође у Бањалуци. У центру Бањалуке, на невеликој удаљености, два страначка блока су одмерила снаге. Иако је владала велика напетост, а из Србије стигао апел да обе стране одустану од сакупљања, све је прошло без инцидената. Такав исход је изневерио бошњачка очекивања да ће унутрашњи сукоби урушити Српску. Последњих дана јуна и током јула 2016. године, из Федерације је уследила серија антисрпских испада. Начелник Сребренице Ћамил Дураковић је 27. јуна објавио да су према одлуци НВО „Мајке Сребренице”, руководиоци Србије непожељни на комеморацији у Поточарима 11. јула, због чега је руководство Српске и њени представници у Сарајеву, Иванић и Црнадак, у знак солидарности са матицом отказало свој долазак. Последњег дана јуна објављени су резултати пописа становништва који су Бошњацима донели већину, јер су, мимо консензуса усвојених правила, укључили и бивше становнике БиХ који две деценије или дуже живе и раде у иностранству. Република Српска није признала такве резултате и најавила је своју верзију пописа. Резултати пописа су показали и да је учешће Срба у Федерацији на нивоу статистичке грешке (2,55%), а да је проценат Бошњака и Хрвата у Српској вишеструко већи (16,4%), што открива да је ратни и поратни одлив српског становништва из Федерације био већи од одлива несрпског становништва из Српске, а не обрнуто како су гласиле бошњачке оптужбе за „етничко чишћење”.
Јавни медији су 17. јула са интернет портала који се везује за исламске екстремисте пренели снимак паљења српске заставе у одговарајућој сценографији и костимографији. Десетак дана касније, у центру Сарајева је одржан перформанс са мапом Републике Српске као земље геноцида, а 29. јула је члан Председништва БиХ, Бакир Изетбеговић, без уобичајене протоколарне најаве Београду, боравио у Новом Пазару, а потом је своју посету објаснио речима да како Вучић може у Бањалуку тако и он може у Нови Пазар, притом занемаривши да је Бањалука у Српској, са којом Србија има међународно признате специјалне везе, а Нови Пазар град на југозападу Србије, у Рашкој, колевци средњовековне српске државе.

### Референдум о Дану Републике
Када је истекло време од 120 дана, а Уставни суд БиХ потврдио своју одлуку о измени датума дана Републике Српске и бошњачка страна одбацила иницијативу о доношењу Закона о Уставном суду БиХ, власт и опозиција у Републици Српској, према ранијем договору, су на седници Народне скупштине 15. јула, заказали референдум за 25. септембар. Са изузетком коалиције Домовина, коју чине бошњачки посланици, одлука је била једногласна, а премијер Србије је изјавио да у Бриселу нема приговора на садржај референдумског питања. Бошњаци су тражили интервенцију високог представника, и Валентин Инцко је на седници Савета за спровођење мира (ПИК) у Сарајеву, покренуо иницијативу да се Српској оспори право на референдум. Као аргумент ПИК-а против референдума, било је „кршење одлуке Уставног суда БиХ, а самим тим и Дејтонског споразума”, што је било крајње цинично јер су високи представници уз подршку ПИК-а систематски кршили Дејтонски споразум. Као накнадни аргумент навођена је опасност да се Српска неће зауставити на овом референдуму, него да ће ићи све до сецесије. Наводна опасност од сецесије, која је довела до немира и нестабилности у региону, постала је мантра мобилизације противника референдума. Инцко је говорио да се „Додик игра ватром и хода по рубу амбиса”, Мирослав Лајчак је претио да ће „организатори референдума сносити санкције”, а ратни командант Армије БиХ генерал Сефер Халиловић најавио је „15-дневни рат против Српске”, охрабрен изјавом редовног члана АНУБиХ Ибрахима Бушатлије да „може да рачуна на подршку Ал Каиде”. Драматизација референдума пренела се преко Атлантика и на, у почетку уздржани, Брисел и Берлин, што је довело и до немачког притиска на Србију. Вучић се потом дистанцирао од одлуке руководства Републике Српске и рекао да је „Србија против референдума, да је коначна одлука на руководству у Бањалуци и да ће је поштовати, да се неће мешати у унутрашња питања БиХ и да је лојалан Дејтону”. Власт и опозиција нису одустали, и у току техничких припрема председник Русије позвао је председника Српске у Москву, три дана уочи референдума. Председник Путин је поновио подршку Русије демократском изјашњавању народа, коју је још приликом најаве референдума о правосуђу изразио министар Лавров. На референдуму излазност је била 55,77%, од чега је 98% гласало да се Дан Републике Српске и даље слави 9. јануара.

### Локални избори 2016. године
На изборима који су одржани 2. октобра, само недељу дана након референдума, победила је коалиција СНСД-ДНС-СП, а фијаско је доживео Савез за промјене, пре свега СДС. Према коначним резултатима СНСД је победио у 11 општина више него на претходним изборима 2012. године, а заједно са коалиционим партнерима ДНС-ом и СП-ом основао власт у више од 40 општина, односно у две трећине општина у Републици Српској. Према анализама, узроке дебакла СДС-а треба тражити у сарадњи са СДА у заједничким органима која је ишла на штету Српске, и била „међународно” аранжирана. Шокиран првим резултатима, председник СДС-а Босић је већ у изборној ноћи изјавио да предстоји темељно преиспитивање грешака и одговорности, и неколико дана касније је поднео оставку, коју је следио и један од потпредседника странке, Огњен Тадић. На општинским изборима у Сребреници, по први пут је после рата, убедљиво победио заједнички кандидат српских странака Младен Грујичић, упркос уједињеној агитацији бошњачких странака, у коју су се укључили реис Кавазовић и „међународни” фактор. У месној заједници Жепа, која је током рата била заштићена зона, искључиво бошњачко становништво дало је велику предност кандидатима СНСД-а.